# بی‌تی‌اس
بی‌تی‌اِس (به انگلیسی: BTS، به کره‌ای: 방탄소년단) که با نام بَنگتَن بویز (به انگلیسی: Bangtan Boys) (Bangtan Sonyeondan) نیز شناخته می‌شود، گروه پسرانهٔ هفت نفرهٔ اهل کره جنوبی است. تشکیل این گروه از سال ۲۰۱۰ آغاز شد و در سال ۲۰۱۳، زیر نظر بیگ هیت اینترتینمنت شروع به کار کرد. اعضای گروه — جین، شوگا، جی-هوپ، آراِم، جیمین، وی و جونگ‌کوک — در ترانه‌سرایی و تهیهٔ بسیاری از آثار خود مشارکت دارند. بی‌تی‌اس در ابتدا به عنوان یک گروه هیپ هاپ شروع به کار کرد ولی در طول زمان سبک‌های گوناگونی را پوشش داد. متن ترانه‌های آن اغلب دغدغه‌های شخصی و اجتماعی، سلامت روان، مشکلات دوران مدرسه، فقدان، عشق به خود و فردگرایی را شامل می‌شود. آثار این گروه اقتباسی از ادبیات و مفاهیم روان‌شناختی و شامل یک خط داستانی مربوط به جهانی جایگزین است.
بی‌تی‌اس پس از آغاز به کار و انتشار آلبوم تک‌آهنگ خیلی خفن برای مدرسه در سال ۲۰۱۳، نخستین آلبوم استودیویی کره‌ای‌زبان خود را با عنوان تاریک و وحشی و نخستین آلبوم استودیویی ژاپنی‌زبان بیدار شو را در سال ۲۰۱۴ منتشر کرد. دومین آلبوم استودیویی کره‌ای بال‌ها (۲۰۱۶)، نخستین آلبوم گروه بود که یک میلیون کپی از آن در کرهٔ جنوبی فروخته شد. بی‌تی‌اس در سال ۲۰۱۷، به‌عنوان پیشروی موج کره‌ای، وارد بازار موسیقی جهانی شد و رکوردهای فروش بسیاری را شکست. بی‌تی‌اس به اولین گروه کره‌ای تبدیل شد که گواهی‌نامهٔ انجمن صنعت ضبط موسیقی ایالات متحده آمریکا (آرآی‌ای‌ای) را برای تک‌آهنگ «مایک دراپ» دریافت کرد و همچنین اولین هنرمند کره‌ای بود که با آلبوم استودیویی عاشق خودت باش: اشک (۲۰۱۸)، در صدر جدول بیلبورد ۲۰۰ قرار گرفت. بی‌تی‌اس به اولین گروهی پس از بیتلز تبدیل شد که در کم‌تر از دو سال، چهار آلبوم شمارهٔ یک داشته است. عاشق خودت باش: پاسخ (۲۰۱۸) نخستین آلبوم کره‌ای بود که در ایالات متحده گواهی‌نامهٔ پلاتین دریافت کرد. بی‌تی‌اس در سال ۲۰۲۰، به نخستین هنرمند کره‌ای تبدیل شد که با تک‌آهنگ «دینامیت» و ریمیکس «عشق وحشی»، در صدر جداول ۱۰۰ آهنگ داغ و ۲۰۰ آهنگ جهانی بیلبورد قرار گرفت و با انتشار «زندگی ادامه دارد»، به نخستین گروهی در تاریخ تبدیل شد که دو تک‌آهنگش بلافاصله پس از انتشار در ۱۰۰ آهنگ داغ شمارهٔ یک شد.
بی‌تی‌اس با فروش بیش از ۲۰ میلیون آلبوم در جدول موسیقی گائون، پرفروش‌ترین هنرمند در تاریخ کرهٔ جنوبی است و آلبوم نقشهٔ روح: ۷ پرفروش‌ترین آلبوم این کشور است. گروه نخستین و تنها هنرمند آسیایی و غیرانگلیسی‌زبان است که هنرمند سال جهان آی‌اف‌پی‌آی (۲۰۲۰) نامیده شد و در فهرست تورهای برتر هنرمندان در دههٔ ۲۰۱۰ بیلبورد (در رتبهٔ ۴۵) قرار گرفت. در حین اجرای تور جهانی عاشق خودت باش، اولین هنرمند آسیایی و غیرانگلیسی‌زبان بود که در ورزشگاه ومبلی به اجرا پرداخت و تمام بلیط‌های آن را فروخت و با برگزاری کنسرت در ورزشگاه رز بول، رکورد پردرآمدترین فعالیت در تاریخ این ورزشگاه را شکست. بی‌تی‌اس به‌عنوان «رهبران نسل بعد» بر روی جلد بین‌المللی مجلهٔ تایم ظاهر شد، همچنین در فهرست‌های ۲۵ فرد تأثیرگذار اینترنت (۲۰۱۹–۲۰۱۷) و ۱۰۰ فرد تأثیرگذار در جهان (۲۰۱۹) این مجله نیز قرار گرفت و عنوان «شاهزاده‌های پاپ» به آن‌ها داده شد. فوربز کره از بی‌تی‌اس به عنوان تاثیرگذارترین چهره‌های کره در سال ۲۰۱۸ و ۲۰۲۰ نام برد، همچنین بی‌تی‌اس به عنوان یکی از پردرآمدترین چهره‌های جهان، در رتبهٔ ۴۳ ۱۰۰ ستارهٔ ثروتمند فوربز (۲۰۱۹) جای گرفت. طبق گزارش‌هایی در سال ۲۰۱۹، بی‌تی‌اس سالانه بیش از ۴٫۶۵ میلیارد دلار، یعنی ۰٫۳ درصد از تولید ناخالص داخلی کشور، برای اقتصاد کرهٔ جنوبی ارزش دارد و یک نفر از هر ۱۳ توریست خارجی را به کرهٔ جنوبی جذب می‌کند. بی‌تی‌اس همچنین یکی از عوامل اصلی افزایش ناگهانی فروش جهانی موسیقی به ۱۹ میلیارد دلار در سال ۲۰۱۸ بود.
به دنبال تأسیس کمپین ضد خشونت عاشق خودم هستم که با مشارکت یونیسف انجام شده‌بود، اعضای بی‌تی‌اس به‌عنوان سخنران در هفتاد و سومین و هفتاد و پنجمین مجمع عمومی سازمان ملل متحد حضور یافتند و جوان‌ترین افرادی بودند که به‌خاطر مشارکتشان در گسترش فرهنگ و زبان کره‌ای، نشان لیاقت فرهنگی را از رئیس‌جمهور کرهٔ جنوبی دریافت کردند. در ۱۴ ژوئن ۲۰۲۲، این گروه اعلام کرد که فعالیت‌های خود را به‌طور برنامه‌ریزی‌شده متوقف می‌کند تا اعضا بتوانند ۱۸ ماه خدمت سربازی اجباری خود را در کره جنوبی به پایان برسانند. جین، بزرگ‌ترین عضو گروه، در ۱۳ دسامبر ۲۰۲۲ به خدمت سربازی پیوست و سایر اعضا در سال ۲۰۲۳ به او ملحق شدند. همه اعضا خدمت خود را تا ژوئن ۲۰۲۵ به پایان رساندند و در یک پخش زنده، گروه اعلام کرد که موسیقی جدیدی برای بهار ۲۰۲۶ برنامه‌ریزی شده است.

## نام
نام گروه، بی‌تی‌اس، برگرفته از اصطلاح کره‌ای Bangtan Sonyeondan (به کره‌ای: 방탄소년단؛ به هانجا: 防彈少年團) و به معنی «پسران پیشاهنگ ضدگلوله» (به انگلیسی: Bulletproof Boy Scouts) است. به گفتهٔ یکی از اعضای گروه، جی-هوپ، این عنوان خواستهٔ گروه برای «مقابله با استریوتایپ‌ها، انتقادات و انتظاراتی است که جوانان را مانند گلوله‌ای نشانه می‌گیرد». آن‌ها در ژاپن با نام Bōdan Shōnendan (به ژاپنی: 防弾少年団) شناخته می‌شوند که معنی مشابهی دارد. بی‌تی‌اس در ژوئیهٔ ۲۰۱۷ اعلام کرد که نام گروه به‌عنوان مخفف عبارت «Beyond the Scene» (به معنی فراتر از صحنه) نیز به کار خواهد رفت و بخشی از هویت تجاری جدید آن‌ها است. این عبارت باعث گسترش عنوان گروه بود و به معنی «بی‌تی‌اس جوان رو به رشد که فراتر از واقعیات را درخواهد نوردید و رو به جلو پیش خواهد رفت.»

## حرفه

### ۲۰۱۰ تا ۲۰۱۴: شکل‌گیری و سال‌های نخست

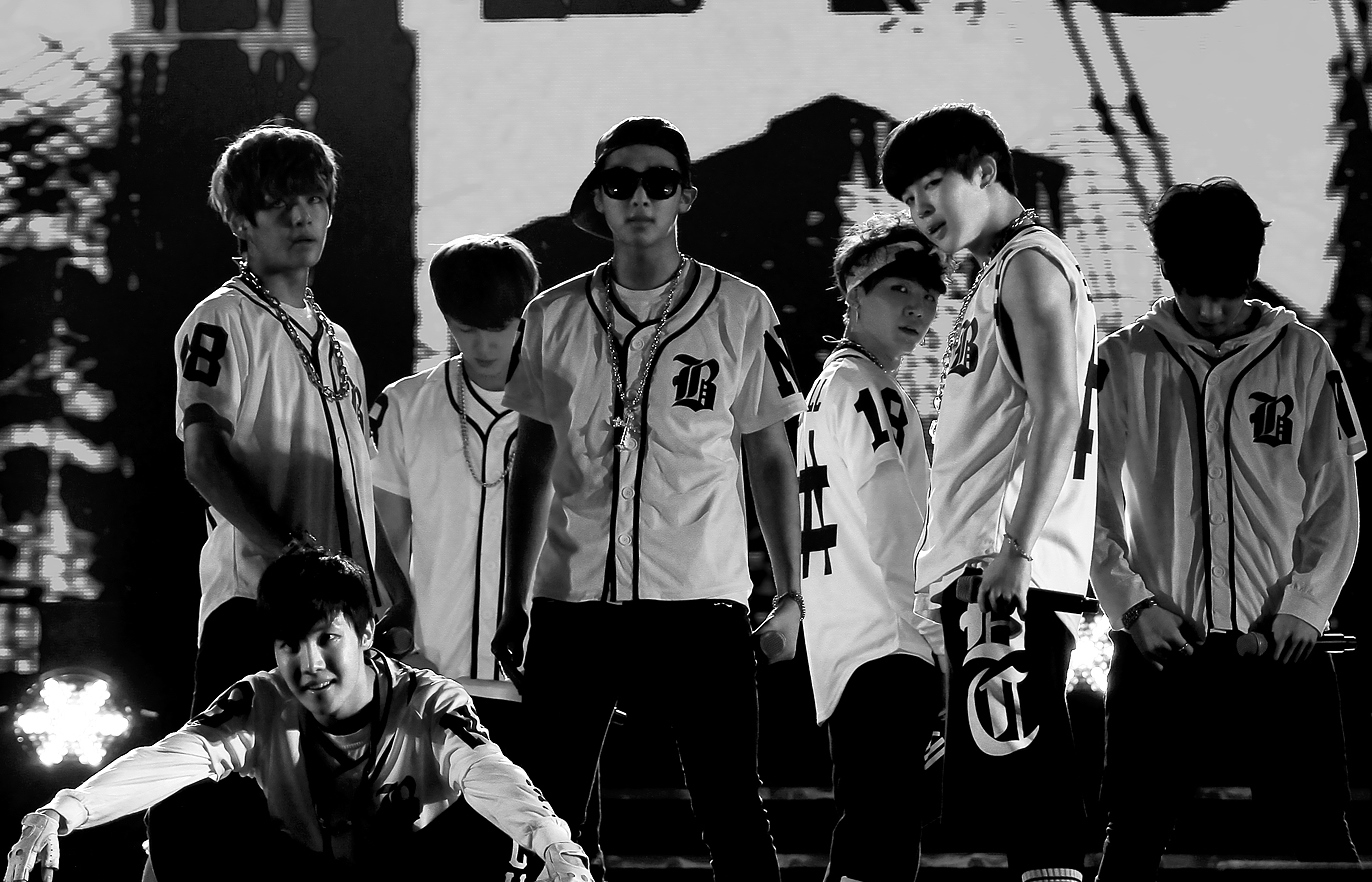
بی‌تی‌اس در سال ۲۰۱۳؛ حین اجرا در مرکز موسیقی اینچون.

ایدهٔ شکل‌گیری بی‌تی‌اس از سال ۲۰۱۰ آغاز شد، زمانی‌که مدیر عامل بیگ هیت اینترتینمنت، بانگ شی-هیوک، با لیدر گروه، آراِم، ملاقات کرد و تحت‌تاثیر توانایی رپ او قرار گرفت. در ابتدا قرار بود بی‌تی‌اس مانند گروه وان‌تی‌وای‌ام وای‌جی اینترتینمنت یک گروه هیپ-هاپ باشد اما در فاصلهٔ زمانی شکل‌گیری این ایده تا آغاز به کار گروه، بانگ شی-هیوک تصمیم گرفت که نسل جوان به جوانان امروزی نیازمند است، «قهرمانانی که تکیه‌گاه آن‌ها باشند؛ حتی بدون بیان کلمه‌ای، نه کسانی که از جایگاهی بالا متعصبانه موعظه‌شان کنند». گروه قرار بود که در سال ۲۰۱۱ شروع به کار کند و در قطعات هنرمندانی چون توای‌ام و لی سونگ-گی مشارکت کرد اما آغاز به کار آن به تعویق افتاد و مجدد به شکل یک گروه آیدل سنتی‌تر، سازماندهی شد. اعضای نهایی گروه در سال ۲۰۱۲ قطعی شد و شامل جین، شوگا، جی-هوپ، آراِم، جیمین، وی و جونگ‌کوک بود. شش ماه پیش از آغاز به کار، اعضای گروه به‌علت حضور در شبکه‌های اجتماعی متعدد و بازخوانی ترانه‌ها در یوتیوب و ساوندکلاود، موردتوجه قرار گرفتند.

ما داستان‌هایی را بازگو کردیم که مردم تمایل به شنیدنشان داشتند و آمادهٔ شنیدنشان بودند، داستان‌هایی که دیگران هیچ‌گاه قادر به بازگوییشان نبوند یا علاقه‌ای به بازگوییشان نداشتند. ما داستان‌هایی از احساسات مردم گفتیم، احساساتی چون درد، اضطراب و نگرانی. این هدف ما بود، اینکه چنین همدلی‌ای ایجاد کنیم که برای همه ملموس باشد.

—شوگا
بی‌تی‌اس در ۱۲ ژوئن ۲۰۱۳، اولین آلبوم تک‌آهنگ خود را با عنوان خیلی خفن برای مدرسه، منتشر کرد که اولین قسمت از مجموعهٔ «سه‌گانهٔ مدرسه» بود. این آلبوم شامل تک‌آهنگ لید «خیال‌بافی دیگه بسه» بود که در جایگاه ۱۲۴ جداول کره قرار گرفت و به سرعت از آن خارج شد. باوجود اینکه این آلبوم در نهایت در رتبهٔ پنجم جای گرفت و بیش از ۱۴۵٬۰۰۰ کپی فروخت؛ در زمان انتشار ازنظر تجاری ناموفق بود و در سال ۲۰۱۳ تنها ۲۴٬۰۰۰ کپی از آن به فروش رسید. تک‌آهنگ بعدی این آلبوم، «ما ضد گلوله‌ایم قسمت ۲» بود که آن نیز در جداول ناموفق بود. سبک آلبوم خیلی خفن برای مدرسه، هیپ-هاپ قدیم با الهامی از موسیقی دههٔ ۸۰–۹۰ بود که با چهره و بیان متهاجم اعضا همراه می‌شد. اعضای گروه از آغاز متقاعد شده‌بودند که تنها راه ارتباط نسل جوان با موسیقی بی‌تی‌اس، بازگویی داستان‌ها و تجربه‌های شخصیشان است. متن قطعات آلبوم در درجهٔ اول منعکس‌کنندهٔ سوءتفاهمات و تعصبات علیه آن‌ها، انتقاد از جامعه‌ای که رؤیاهایشان را نادیده می‌گرفت و اضطراب و انگیزه‌شان برای حرکت به سوی آینده بود. در حین تهیهٔ آلبوم، شوگا و آراِم متن قطعهٔ «خیال‌بافی دیگه بسه» را ۲۰ بار بازنویسی کردند. به‌دنبال انتشار این آلبوم تک‌آهنگ، گروه در برنامه‌های موسیقی کره‌ای متعددی اجرا داشت. باوجود تازه‌کار بودن، این اجراهای اولیه به‌علت حضور صحنهٔ کاریزماتیک بی‌تی‌اس، نشانگر توانایی بالقوهٔ اعضا بود. با انتشار نسخهٔ ژاپنی «خیال‌بافی دیگه بسه» در ژوئن ۲۰۱۴، گروه فعالیت‌های خود را در ژاپن آغاز کرد.
بی‌تی‌اس در سپتامبر ۲۰۱۳، آلبوم چندآهنگهٔ اوه! تو هم دیرت شده؟ را منتشر کرد که قسمت دوم «سه‌گانهٔ مدرسه» بود، به‌همراه این آلبوم تک‌آهنگ «اِن. او» نیز منتشر شد که در رتبهٔ ۹۲ جداول کره قرار گرفت. این آلبوم در سال انتشار، ۳۴٬۰۰۰ کپی فروخت و تا به امروز بیش از ۱۶۰٬۰۰۰ کپی فروش داشته و بالاترین موقعیت آن در جدول، چهارم بوده‌است. ازنظر موسیقایی و در مقایسه با آلبوم خیلی خفن برای مدرسه، تغییر بارزی در سبک بی‌تی‌اس ایجاد نشده‌بود و این آلبوم نیز از رپ قوی به‌همراه ضرب‌های ترپ، سازهای برنجی و ملودی‌های پراحساس بهره می‌برد. ازنظر متن ترانه‌ها، این آلبوم دربردارندهٔ موضوعاتی چون رؤیاپردازی و شادی، ناامیدی ناشی از سیستم آموزشی سخت‌گیر کره و تصمیم‌گیری برای مواجهه با چالش‌ها و اثبات خود بود. علی‌رغم اجراهای متعدد در برنامه‌های موسیقی کره‌ای، تک‌آهنگ به سرعت از جداول خارج شد. در همان ماه، اعضای بی‌تی‌اس در برنامهٔ سرگرمی خودشان حضور یافتند که پادشاه تازه‌کار کانال بنگتن نام داشت و از اس‌بی‌اس ام‌تی‌وی به روی آنتن رفت. این برنامه از یک شبکهٔ ساختگی به نام «کانال بنگتن» پخش می‌شد و هر عضو یک برنامهٔ سرگرمی مثل نیروهای ویژهٔ وی‌جی و سرآشپز کره را هجو می‌کرد. بی‌تی‌اس در انتهای سال، در پنجمین دورهٔ جوایز موسیقی ملون، بیست و هشتمین دورهٔ جوایز گلدن دیسک و بیست و سومین دورهٔ جوایز موسیقی سئول، جایزهٔ هنرمند تازه‌وارد را از آن خود کرد.

### ۲۰۱۴ تا ۲۰۱۷: پیشرفت بین‌المللی و جریان اصلی

#### موفقیت نسبی و نخستین تور کنسرت

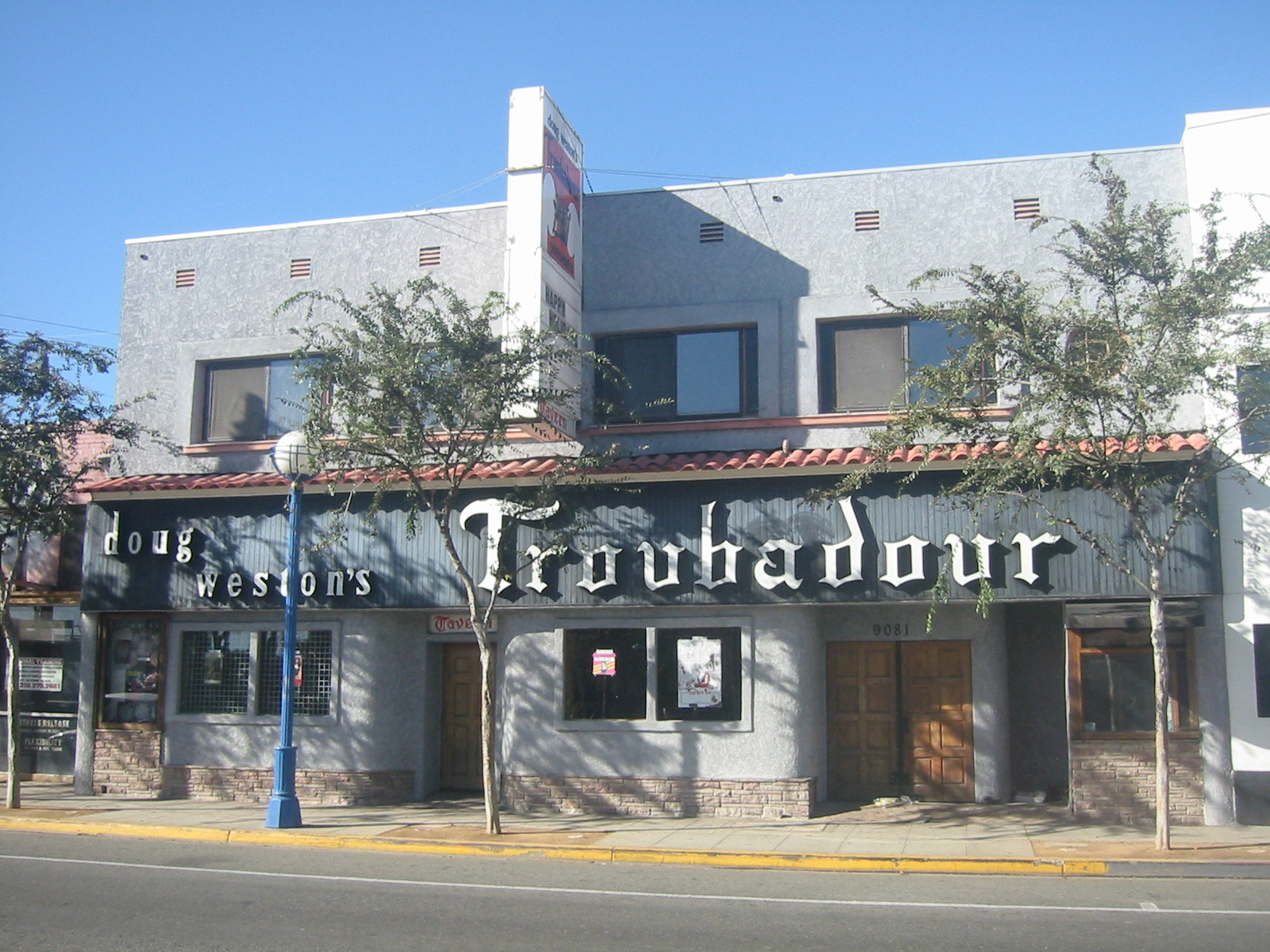
نمای بیرونی کلوب شبانهٔ تروبادور (عکس از سال ۲۰۰۶) جایی که بی‌تی‌اس اولین کنسرت ایالات متحده خود را رایگان برگزار کرد.

آلبوم چندآهنگهٔ ماجرای عشقی مدرسه در ژانویهٔ ۲۰۱۴ منتشر شد که آخرین قسمت از «سه‌گانهٔ مدرسه» بود و با فروش ۱۰۰٬۰۰۰ کپی در سال ۲۰۱۴ و فروش کلی بیش از ۲۵۰٬۰۰۰ کپی، در صدر جدول آلبوم‌های گائون قرار گرفت. این آلبوم همچنین در جدول آلبوم‌های ملل بیلبورد شمارهٔ سه شد و این اولین حضور بی‌تی‌اس در این جدول بود. آلبوم شامل تک‌آهنگ‌های «پسر عاشق» و «فقط یک روز» بود که به ترتیب در رتبه‌های ۴۵ و ۱۴۹ جداول کره قرار گرفتند. ازنظر سبک موسیقی، ماجرای عشقی مدرسه علاوه بر هیپ-هاپ، آراندبی و هارد راک را نیز شامل می‌شد و موضوع آن از رؤیاپردازی و شادی که مشخصهٔ آلبوم قبلی بود، به عشق، به‌خصوص عشق دوران مدرسه و جوانی تغییر کرده‌بود. بی‌تی‌اس به‌دنبال انتشار ماجرای عشقی مدرسه، در چندین برنامهٔ موسیقی کره‌ای حضور یافت و در ماه مارس، اولین فن میتینگ خود را در سئول و با حضور ۳٬۰۰۰ طرفدار برگزار کرد. بی‌تی‌اس در ژوئیه همان سال، اولین کنسرت خود را در وست هالیوود ایالات متحده، با حضور ۲۰۰ طرفدار و به‌صورت رایگان برگزار کرد. گروه در ماه اوت، برای اولین بار در کی‌کان لس آنجلس حضور یافت.
بی‌تی‌اس در اوت ۲۰۱۴، اولین آلبوم استودیویی کره‌ای خود را با عنوان تاریک و وحشی، منتشر کرد. این آلبوم در رتبهٔ دوم جداول کره قرار گرفت و درمجموع بیش از ۲۰۰٬۰۰۰ کپی فروخت. آلبوم شامل دو تک‌آهنگ «خطر» و «جنگ هورمون» بود که به ترتیب در جایگاه‌های ۵۸ و ۱۷۳ قرار گرفتند. این آلبوم دنباله‌ای بر روایت «سه‌گانهٔ مدرسه» و آغازی بر مجموعهٔ بعدی گروه بود. تاریک و وحشی ازنظر موسیقایی، آوای گیتار الکتریک راک را در چارچوب هیپ-هاپ گنجانده و به گسترش سبک گروه به سمت آراندبی ادامه داده‌بود. موضوع اصلی آلبوم، بیان عواطف دورهٔ بلوغ، امیال جوانی و بی‌تابی در عشق بود. بی‌تی‌اس در حین تهیهٔ آلبوم، تک‌آهنگ «خطر» را در استودیویی موقت ضبط کرد که در گاراژی در لس آنجلس ایجاد شده‌بود. گروه پس از اجرا در برنامه‌های موسیقی کره‌ای متعدد، اولین تور کنسرت خود را با عنوان سه‌گانهٔ زندهٔ ۲۰۱۴ بی‌تی‌اس، قسمت ۲: گلولهٔ سرخ، آغاز کرد که از اکتبر تا دسامبر، در مراکز و سالن‌های تئاتر شش شهر سئول، کوبه، توکیو، مانیل، سنگاپور و بانکوک برگزار شد.
اولین آلبوم استودیویی بی‌تی‌اس، بیدار شو (۲۰۱۴)، در دسامبر همان سال منتشر شد و با فروش ۲۸٬۰۰۰ کپی، در جایگاه سوم جدول هفتگی آلبوم‌های اوریکون قرار گرفت. این آلبوم شامل نسخهٔ ژاپنی ترانه‌های پیشین گروه به‌همراه دو قطعهٔ جدید «بیدار شو» و «ستاره‌ها» بود. بی‌تی‌اس برای حمایت از این آلبوم، اولین تور ژاپن ۲۰۱۵، بیدار شو: چشمانت را باز کن را در فوریهٔ ۲۰۱۵ و با حضور ۲۵٬۰۰۰ طرفدار، در چهار شهر برگزار کرد. گروه پس از اتمام تور ژاپن، دومین کنسرت کرهٔ خود را با عنوان سه‌گانهٔ زندهٔ بی‌تی‌اس، قسمت ۱: بی‌تی‌اس آغاز می‌شود، در ماه مارس و برای ۶٬۵۰۰ طرفدار برگزار کرد.

#### ورود به جریان اصلی و موفقیت تجاری
درجهت تغییر سبک موسیقی و و ظاهر گروه از هیپ-هاپ پرخاشگرانه و متهاجم به سبک‌های متنوع، بی‌تی‌اس برای بیان زیبایی و شور و حال «جوانی»، عنوان «花樣年華» (به کره‌ای: 화양연화؛ Hwayangyeonhwa) را برگزید که «جوانی» را «زیباترین لحظه در زندگی» توصیف می‌کرد. سومین آلبوم چندآهنگهٔ گروه، زیباترین لحظه در زندگی، قسمت ۱ نام داشت که در مارس ۲۰۱۵ منتشر شد و از رشد و رنج عاطفی جوانی و همچنین سرزندگی و ابعاد شادی‌بخش آن سخن می‌گفت. فیوز این آلبوم را به‌عنوان تنها آلبوم کره‌ای، در فهرست «۲۷ آلبوم برتر ۲۰۱۵ تاکنون» قرار داد. این آلبوم چندآهنگه تا به امروز بیش از ۴۱۵٬۰۰۰ کپی فروخته‌است. تک‌آهنگ لید آن، «به تو نیاز دارم»، اولین تک‌آهنگ بی‌تی‌اس بود که در پنج رتبهٔ اول جداول کره قرار گرفت و اولین برد گروه در برنامه‌های موسیقی را که در شوی اس‌بی‌اس ام‌تی‌وی بود، برای آن‌ها رقم زد. تک‌آهنگ دوم این آلبوم «عالی» نام داشت که در جایگاه ۴۴ جداول قرار گرفت و در جدول ترانه‌های دیجیتال ملل بیلبورد سوم شد. موزیک ویدئوی این ترانه، اولین موزیک ویدئوی بی‌تی‌اس بود که در اکتبر همان سال، از مرز ۱۰۰ میلیون بازدید در یوتیوب گذشت. گروه در ماه ژوئن، ادامهٔ تور گلولهٔ سرخ را از سر گرفت؛ این تور سه‌گانهٔ زندهٔ ۲۰۱۵، قسمت ۲: گلولهٔ سرخ نام داشت و در آسیا، اقیانوسیه، آمریکای شمالی و آمریکای لاتین برگزار شد. چهارمین تک‌آهنگ ژاپنی گروه، «برای تو»، در ۱۷ ژوئن و به مناسبت اولین سالگرد شروع به کار بی‌تی‌اس در ژاپن، منتشر شد و با فروش بیش از ۴۲٬۰۰۰ کپی در روز اول، در صدر جدول روزانهٔ اوریکون قرار گرفت. گروه سپس در ۱۵ و ۱۶ اوت، در فستیوال تابستانهٔ سونیک به اجرا پرداخت.
بی‌تی‌اس در ماه نوامبر، سومین تور کنسرت خود را با عنوان تور زندهٔ ۲۰۱۵ بی‌تی‌اس «زیباترین لحظه در زندگی: روی صحنه»، آغاز کرد. ترانهٔ جدید گروه، «بدو»، که تک‌آهنگ لید چهارمین آلبوم چندآهنگهٔ زیباترین لحظه در زندگی، قسمت ۲ بود، برای اولین بار در کنسرت‌های سئول این تور اجرا شد. این آلبوم ازلحاظ مضمون بیشتر به این موضوعات می‌پرداخت: جوانب جدی و معنای جوانی، دستیابی به موفقیت، تنهایی، عشق به اصل خود و عذابی که نسل جوان به‌خاطر شرایط نامطلوب جامعهٔ کنونی متحمل می‌شد. منتقدین ادغام موفقیت‌آمیز سبک زیباترین لحظه در زندگی، قسمت ۱ با هویت اولیهٔ بی‌تی‌اس را تحسین کردند. این آلبوم در صدر جداول هفتگی آلبوم‌های گائون و آلبوم‌های ملل بیلبورد قرار گرفت و بی‌تی‌اس اولین هنرمند کی-پاپ بود که برای چندین هفته در صدر این جدول حضور داشت. این آلبوم همچنین با فروش بیش از ۵٬۰۰۰ کپی، در رتبهٔ ۱۷۱ جدول بیلبورد ۲۰۰ جای گرفت و اولین حضور بی‌تی‌اس در این جدول را رقم زد. بی‌تی‌اس در هفدهمین جوایز موسیقی آسیایی ام‌نت، جایزهٔ بهترین اجراکنندهٔ جهانی را به‌خاطر فندوم بین‌المللی شناخته‌شدهٔ خود، دریافت کرد.

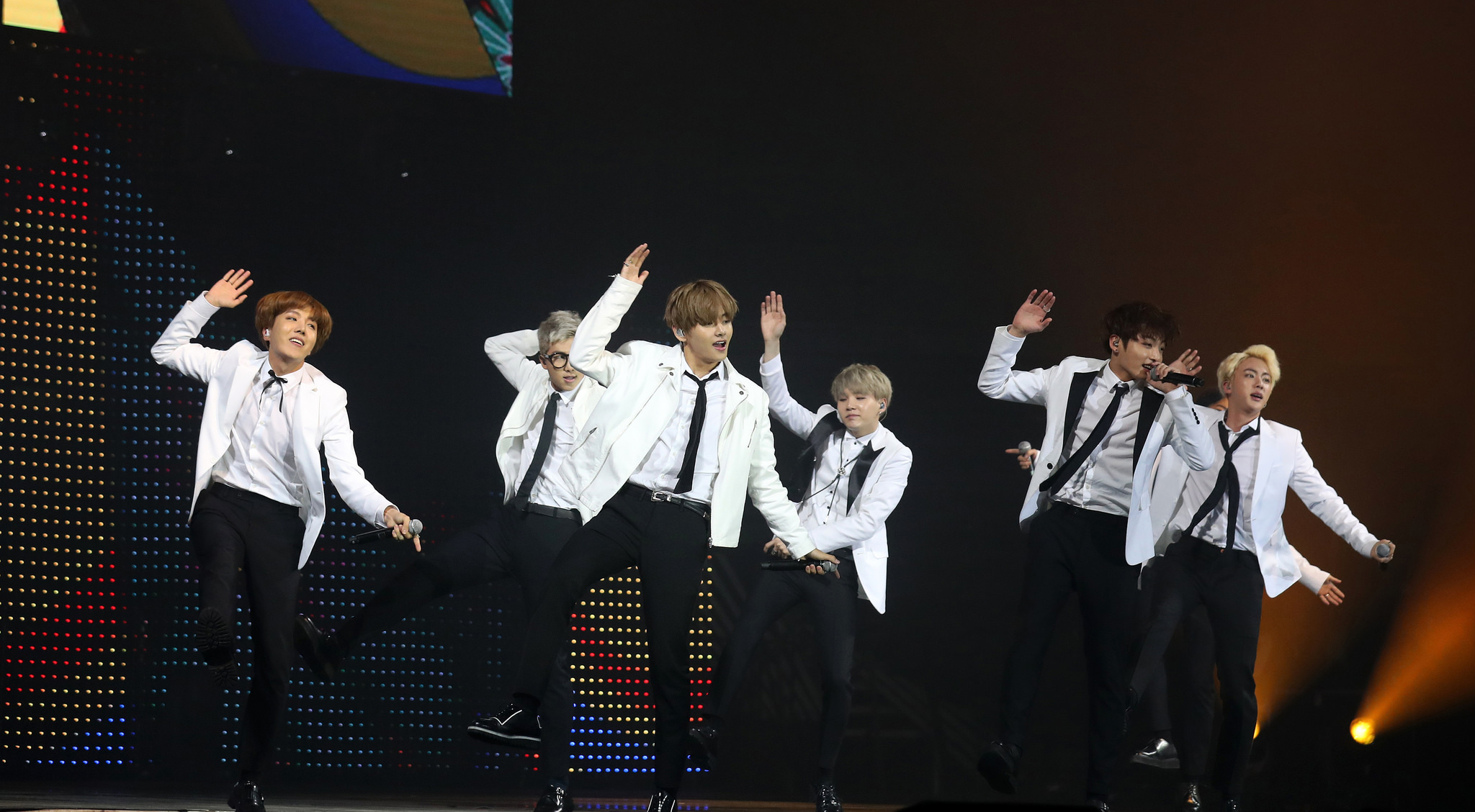
بی‌تی‌اس در حال اجرا در کی‌کان فرانسه، پاریس؛ ۲ ژوئن ۲۰۱۶.

اولین آلبوم گردآوری‌شدهٔ گروه با عنوان زیباترین لحظه در زندگی: همیشه جوان، در مهٔ ۲۰۱۶ منتشر شد و پایانی بر «مجموعهٔ جوانی» بود. آلبوم شامل سه تک‌آهنگ جدید بود: «خاتمه: همیشه جوان»، «آتش» و «نجاتم بده» که به ترتیب در ۴۰، ۱۰ و ۲۰ رتبهٔ اول جداول قرار گرفتند. این آلبوم به‌مدت دو هفته در جدول هفتگی گائون شمارهٔ یک بود و در بیلبورد ۲۰۰ ایالات متحده نیز در رتبهٔ ۱۰۷ جای گرفت. زیباترین لحظه در زندگی: همیشه جوان در هشتمین دورهٔ جوایز موسیقی ملون، اولین جایزهٔ مهم بی‌تی‌اس یعنی آلبوم سال را برای آن‌ها به ارمغان آورد. بی‌تی‌اس تور آسیایی خود را با عنوان تور زندهٔ ۲۰۱۶ بی‌تی‌اس «زیباترین لحظه در زندگی روی صحنه: خاتمه»، از مه تا اوت، در ۱۰ شهر و برای ۱۴۴٬۰۰۰ طرفدار اجرا کرد. گروه در حین این تور و در ماه مه، کنسرتی دو روزه در ورزشگاه ژیمناستیک المپیک سئول داشت و همچنین به‌عنوان اجراکنندهٔ اصلی در کی‌کان ایالات متحده، در نیوآرک (در ژوئن) و لس آنجلس (در ژوئیه) به اجرا پرداخت. علاوه بر موفقیت‌های دیگر، بی‌تی‌س اولین گروه کی-پاپ بود که در مهٔ ۲۰۱۶ ایموجی توییتری خود را دریافت کرد.

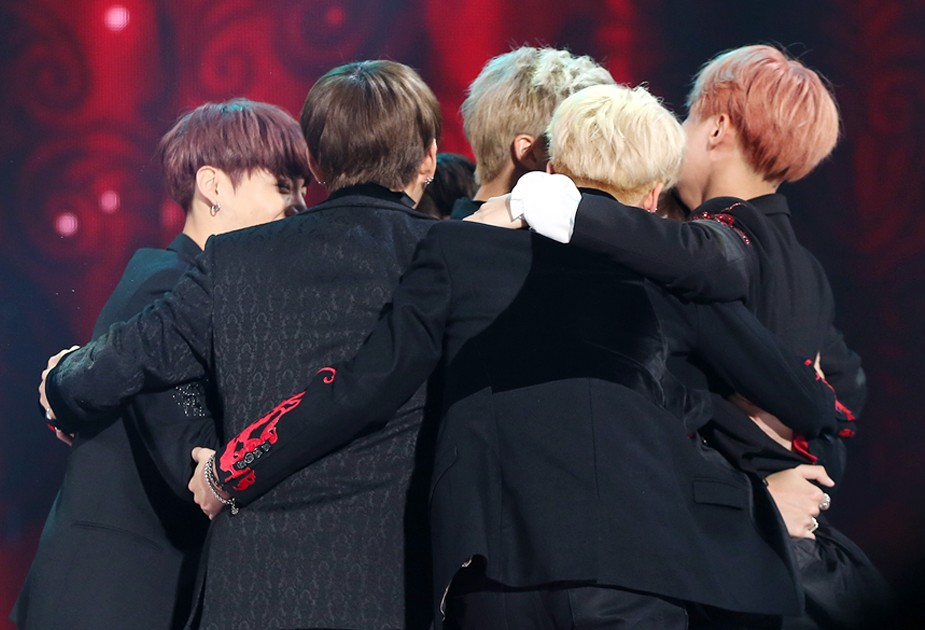
بی‌تی‌اس پس از دریافت اولین جایزهٔ مهم کره‌ایشان برای بهترین آلبوم سال، در هشتمین دورهٔ جوایز موسیقی ملون؛ ۱۹ نوامبر ۲۰۱۶.

بی‌تی‌اس در سپتامبر ۲۰۱۶، دومین آلبوم استودیویی ژاپنی خود را با عنوان جوانی منتشر کرد. این آلبوم در روز اول انتشار بیش از ۴۴٬۰۰۰ کپی فروخت و در ژاپن شمارهٔ یک شد. دومین آلبوم استودیویی کره‌ای گروه، بال‌ها، در اکتبر ۲۰۱۶ منتشر شد و در هفتهٔ اول پیش‌فروش بیش از ۵۰۰٬۰۰۰ کپی فروخت. مضمون بال‌ها، ترکیبی از مفاهیم جوانی که در «مجموعهٔ جوانی» به آن پرداخته شده‌بود، فریب و مشقت بود. این آلبوم همچنین برای نخستین بار هفت قطعهٔ تک‌خوانی از اعضا را شامل می‌شد، هرکدام این این قطعات توانایی‌های بالقوه و فردی هر عضو را به‌عنوان موسیقی‌دانانی مستقل به نمایش می‌گذاشت. این آلبوم به‌طور کلی مورد تحسین منتقدین واقع شد، رولینگ استون آن را «ازنظر مفهومی و شنیداری یکی از جاه‌طلبانه‌ترین آلبوم‌های پاپ ۲۰۱۶» نامید، فیوز آن را به‌خاطر «محتوای آسیب‌پذیر و صادقانهٔ ترانه‌ها» و قطعات متنوع، تحسین کرد. تک‌آهنگ لید این آلبوم، «خون عرق و اشک»، در تمامی جداول کرهٔ جنوبی شمارهٔ یک شد و اولین اثر بی‌تی‌اس بود که در رتبهٔ اول جدول دیجیتال هفتگی گائون قرار گرفت. موزیک ویدئوی این ترانه، در عرض ۲۴ ساعت ۶ میلیون بازدید یوتیوب داشت و رکورد پربیننده‌ترین موزیک ویدئوی یک گروه کی-پاپ در ۲۴ ساعت را شکست. بال‌ها پس از انتشار در جایگاه ۲۶ بیلبورد ۲۰۰ ایالات متحده قرار گرفت؛ این بالاترین رتبه‌ای بود که یک آلبوم کی-پاپ در این جدول به آن دست می‌یافت، همچنین بی‌تی‌اس به اولین گروه کره‌ای تبدیل شد که در صدر جدول ۵۰ اجتماعی بیلبورد قرار می‌گرفت. این آلبوم اولین آلبوم گروه با «فروش میلیونی» بود و با فروش بیش از ۱٫۵ میلیون کپی در کرهٔ جنوبی در آن سال، به پرفروش‌ترین آلبوم تاریخ جدول آلبوم‌های گائون در آن زمان تبدیل شد. بی‌تی‌اس اولین هنرمندی خارج از «سه کمپانی بزرگ» سرگرمی (اس‌ام، وای‌جی و جی‌وای‌پی) بود که در ماه دسامبر، در هجدهمین دورهٔ جوایز موسیقی آسیایی ام‌نت، جایزهٔ هنرمند سال را از آن خود کرد.

#### گسترش بین‌المللی و همکاری‌ها
بی‌تی‌اس در فوریهٔ ۲۰۱۷، نسخهٔ بسته‌بندی‌شدهٔ بال‌ها (۲۰۱۶) را که هرگز تنها راه نمی‌روی نام داشت، منتشر کرد. پیش‌فروش این آلبوم از مرز ۷۰۰٬۰۰۰ کپی گذشت و رکورد بیشترین فروش یک آلبوم در یک ماه را شکست. نسخهٔ بسته‌بندی‌شده چهار ترانهٔ جدید داشت که موجب تسلی و دل‌گرمی شنوندگانش می‌شد. تک‌آهنگ لید آلبوم با عنوان «روز بهاری»، مورد تحسین منتقدین واقع شد؛ دِیزد دیجیتال آن را «برداشتی هوشمندانه، متقاعدکننده و سنجیده از فقدان و اشتیاق» که «به‌عمد از کلیشه و درام دوری می‌کند» توصیف کرد. این آلبوم با تجسم نوستالژی و اندوه، فصل جدیدی را در زیبایی‌شناسی و ترانه‌سرایی بی‌تی‌اس باز و طرفداران زیادی را از نسل‌های مختلف جذب کرد. «روز بهاری» پس از انتشار، در صدر هشت جدول مهم موسیقی آن‌لاین کرهٔ جنوبی و همچنین گائون قرار گرفت و به‌علت ایجاد بازدید و ترافیک بالا، جدول دیجیتال ملون را از کار انداخت. این ترانه همچنین «بدون هیچ تبلیغی» در جدول تک‌آهنگ‌های فوران‌کننده زیر ۱۰۰ آهنگ داغ بیلبورد ایالات متحده شمارهٔ ۱۵ شد. «روز بهاری» تا به امروز، طولانی‌ترین حضور یک ترانه در جدول ملون بوده‌است. این ترانه در نهمین دورهٔ جوایز موسیقی ملون، جایزهٔ بهترین ترانهٔ سال را دریافت کرد.

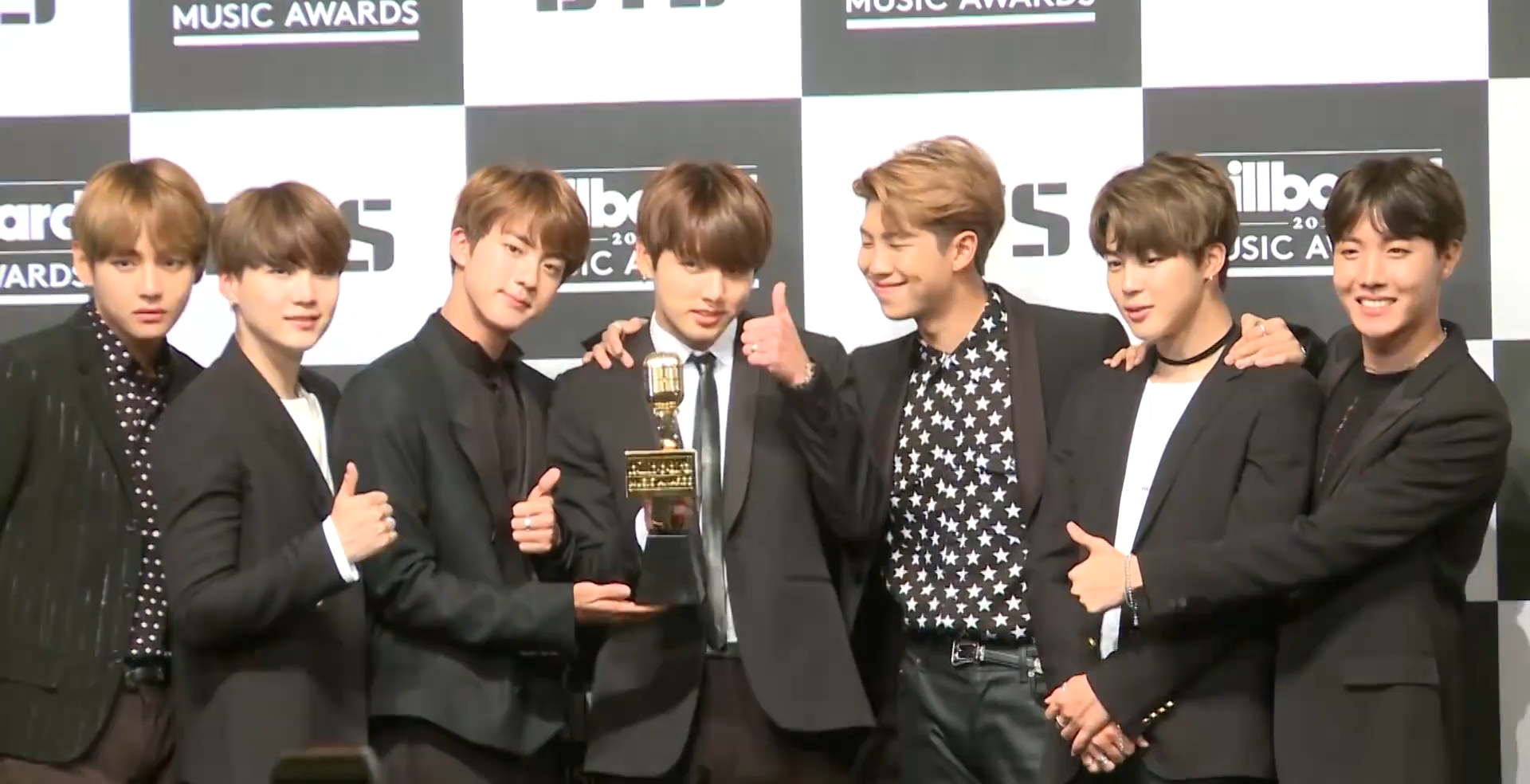
بی‌تی‌اس در کنفرانس مطبوعاتیشان در سئول کرهٔ جنوبی، پس از دریافت جایزهٔ هنرمند اجتماعی برتر از بیست و چهارمین دورهٔ جوایز موسیقی بیلبورد؛ ۲۹ مهٔ ۲۰۱۷.

بی‌تی‌اس به‌دنبال انتشار هرگز تنها راه نمی‌روی، دومین تور جهانی خود را با عنوان سه‌گانهٔ زندهٔ ۲۰۱۷ بی‌تی‌اس، قسمت ۳: تور بال‌ها، از فوریه تا دسامبر برگزار کرد. این تور در ۱۲ کشور شامل برزیل، استرالیا، ژاپن، هنگ کنگ و ایالات متحده و در مقابل ۵۵۰٬۰۰۰ طرفدار برگزار شد. این تور نسبت به تورهای پیشین بی‌تی‌اس، در سالن‌ها و ورزشگاه‌های بزرگ‌تری برگزار شد. بلیط‌های کنسرت‌های آمریکای شمالی در چند دقیقه به فروش رسید و به‌علت درخواست بالا دو کنسرت دیگر به آن اضافه شد، بی‌تی‌اس اولین هنرمند کی-پاپ بود که در ایالات متحده، تمام بلیط‌های سالن‌هایی را که در آن اجرا داشت، فروخت. بی‌تی‌اس در ماه مه و پس از اتمام کنسرت‌های آمریکای شمالی، در بیست و چهارمین دورهٔ جوایز موسیقی بیلبورد شرکت و جایزهٔ هنرمند اجتماعی برتر را دریافت کرد و به اولین گروه کره‌ای تبدیل شد که جایزهٔ بیلبورد دریافت می‌کرد.
به مناسبت بیست و پنجمین سالگرد آیکون موسیقی کره، سو ته‌جی، بی‌تی‌اس در ژوئیهٔ ۲۰۱۷ به‌عنوان عضوی از پروژهٔ سالگرد وی که «زمان: مسافر» نام داشت، بازخوانی ترانهٔ کلاسیک ۱۹۹۵ او با عنوان «به خانه برگرد» را منتشر و آهنگ‌سازی و متن ترانه را در راستای مضمون اجتماعی اولیهٔ آن بازسازی و امروزی‌تر کردند. بی‌تی‌اس در اوایل سپتامبر به دعوت سو ته‌جی در کنسرت ورزشگاه المپیک سئول او حضور یافت و به‌عنوان هم‌خوان و رقصنده در اجرای هشت ترانه مشارکت کرد. سو ته‌جی درطول کنسرت، آثار بی‌تی‌اس را از لحاظ موضوعی مشابه با آثار خود خواند و گروه را جانشینان موسیقایی خود نامید؛ «این نسل، نسل شماست. نشانشان دهید.»
به‌دنبال مضامین رشد و فریب که در بال‌ها (۲۰۱۶) و مفهوم تسلی که در هرگز تنها راه نمی‌روی (۲۰۱۷) به آن پرداخته شده‌بود، بی‌تی‌اس مجموعهٔ «عاشق خودت باش» را آغاز کرد که به موضوع عشق به خود می‌پرداخت، در این مجموعه، شیوهٔ روایت «کی‌شوتِن‌کِتسو (起承轉結)» به کار رفته‌بود که با ترتیب «آغاز، پیشرفت، پیچیدگی و خاتمه» مجموعه را پیش می‌برد. قسمت اول این مجموعه، پنجمین آلبوم چندآهنگهٔ گروه، عاشق خودت باش: او بود که در سپتامبر ۲۰۱۷ منتشر شد و شامل قطعهٔ «بهترین من» به آهنگ‌سازی اندرو تاگارتِ د چینسموکرز بود. این آلبوم شامل دو تک‌آهنگ لید بود: «دی‌ان‌ای» و ریمیکس استیو آئوکی از ترانهٔ «مایک دراپ» که رپر آمریکایی، دیزاینر در آن حضور داشت. این آلبوم از لحاظ توالی روایی، معرف بخش «پیشرفت (承)» این مجموعه و به گفتهٔ آراِم یکی از مهم‌ترین نقاط عطف حرفهٔ بی‌تی‌اس محسوب می‌شد. عاشق خودت باش: او از لحاظ موضوعی، خوشی و شادی عاشقی را توصیف می‌کرد. از نظر موسیقایی این آلبوم حاصل «به‌کارگیری توأم دو سبک الکترو-پاپ و هیپ-هاپ» بود؛ نیمهٔ ابتدایی شامل «قطعات رقصی بود که بر توانایی خوانندگی گروه تأکید می‌کرد» و نیمهٔ دوم «هیپ هاپی پرحرارت بود که رپی قدرتمند را به نمایش می‌گذاشت.»

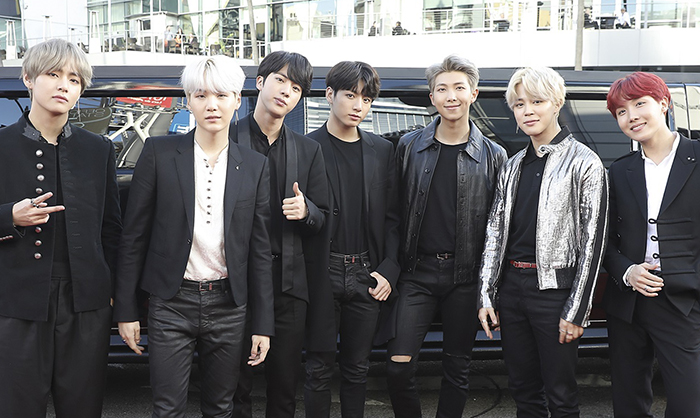
بی‌تی‌اس در چهل و پنجمین دورهٔ جوایز موسیقی آمریکا، پیش از اولین اجرایشان در تلویزیون آمریکا؛ ۱۹ نوامبر ۲۰۱۷.

بی‌تی‌اس با آلبوم چندآهنگهٔ عاشق خودت باش: او، به موفقیت‌های تجاری جدیدی دست یافت، این آلبوم با فروش ۳۱٬۰۰۰ کپی در رتبهٔ هفت بیلبورد ۲۰۰ قرار گرفت. آلبوم در کره، با فروش بیش از ۱٫۲ میلیون کپی در جدول آلبوم‌های گائون و در ماه اول، رکورد بالاترین فروش ماهانهٔ یک آلبوم در تاریخ این جدول و تمامی جداول کره طی ۱۶ سال را شکست و پس از آلبوم فصل ۴ جی.او. دی که در سال ۲۰۰۱ منتشر شده‌بود، قرار گرفت. تک‌آهنگ «دی‌ان‌ای» به‌همراه این آلبوم منتشر و در کره شمارهٔ دو شد. موزیک ویدئوی این ترانه، رکورد پیشین پربیننده‌ترین موزیک ویدئوی یک گروه کی-پاپ در ۲۴ ساعت را با بیش از ۲۰ میلیون بازدید در یوتیوب شکست. «دی‌ان‌ای» همچنین اولین حضور گروه در جدول ۱۰۰ آهنگ داغ بیلبورد با رتبهٔ ۸۵ بود؛ بی‌تی‌اس اولین گروه پسرانهٔ کی-پاپ و دومین هنرمند کره‌ای بود که با ترانه‌ای کره‌ای‌زبان در این جدول قرار می‌گرفت. هفتهٔ بعد، «دی‌ان‌ای» به رتبهٔ ۶۷ رسید و با پس زدن رکورد پیشین که با رتبهٔ ۷۶ از آن واندر گرلز بود، به بالاترین جایگاه یک ترانهٔ گروه کی-پاپ در جدول ۱۰۰ آهنگ داغ بیلبورد دست یافت. تک‌آهنگ بعدی «مایک دراپ (ریمیکس)» بود که در ۱۰۰ آهنگ داغ بیلبورد شمارهٔ ۲۸ شد و به اولین حضور یک گروه کی-پاپ در ۴۰ شمارهٔ اول این جدول تبدیل شد. هر دو قطعهٔ «مایک دراپ ریمیکس» و «دی‌ان‌ای»، گواهی‌نامهٔ طلای انجمن صنعت ضبط موسیقی ایالات متحده آمریکا (آرآی‌ای‌ای) را دریافت کردند؛ بی‌تی‌اس نخستین و تنها هنرمند کره‌ای بود که موفق به دریافت دو گواهی‌نامه می‌شد. «مایک دراپ» در نوامبر ۲۰۱۸، گواهی پلاتین دریافت کرد و بی‌تی‌اس را به اولین گروه کره‌ای تبدیل کرد که در ایالات متحده تک‌آهنگی با گواهی پلاتین داشت. در دسامبر ۲۰۱۷، «دی‌ان‌ای» و «مایک دراپ» به‌همراه قطعهٔ جدید «برف بلوری» در قالب یک آلبوم تک‌آهنگ در ژاپن منتشر شد. «برف بلوری» در صدر جدول اوریکون قرار گرفت، این قطعه بالاترین فروش یک تک‌آهنگ از هنرمند کی-پاپ در طول یک هفته بود. این تک‌آهنگ تا انتهای سال، بیش از ۳۸۰٬۰۰۰ کپی فروخت و بی‌تی‌اس به اولین هنرمند خارجی تبدیل شد که تک‌آهنگی با گواهی‌نامهٔ دوبل پلاتین از آرآی‌ای‌جی داشت.
بی‌تی‌اس نخستین گروه کی-پاپ بود که در نوامبر ۲۰۱۷ در مراسم جوایز موسیقی آمریکا به اجرا پرداخت و در سطح بین‌المللی مطرح شد. در همان ماه، رکوردهای جهانی گینس در نسخهٔ ۲۰۱۸ خود بی‌تی‌اس را در جایگاه «بیشترین مشارکت توییتری در جهان برای یک گروه موسیقی» قرار داد. در دسامبر، بی‌تی‌اس اولین گروه کی-پاپ بود که در برنامهٔ شب سال نوی دیک کلارک به اجرا پرداخت و همچنین با اجرا در سوپر لایو میوزیک استیشن تی‌وی آساهی، برای اولین بار در یک برنامهٔ موسیقی ژاپنی حضور یافت. گروه در انتهای سال، دومین جایزهٔ هنرمند سال را از نوزدهمین دورهٔ جوایز موسیقی آسیایی ام‌نت دریافت کرد و به اولین هنرمندی تبدیل شد که دو سال متوالی این جایزه را دریافت می‌کرد. بی‌تی‌اس همچنین اولین هنرمندی خارج از «سه کمپانی بزرگ» بود که جوایز مهم مراسم‌های جوایز گلدن دیسک و جوایز موسیقی سئول را دریافت کرد.

### ۲۰۱۸ تا ۲۰۲۰: ادامهٔ موفقیت جهانی

#### شناخته‌شدن در سراسر جهان و مجموعه آلبوم‌های عاشق خودت باش
بی‌تی‌اس پیش از انتشار آلبوم بعدی، یک مجموعهٔ مستند هشت قسمتی را با عنوان صحنه را بسوزان، منتشر کرد که از مارس تا مهٔ ۲۰۱۸ از یوتیوب پریمیوم پخش شد؛ این مجموعه شامل پشت‌صحنه‌های تور بال‌ها در سال ۲۰۱۷ بود. گروه در آوریل، سومین آلبوم استودیویی ژاپنی خود را با عنوان با خودت مواجه شو، منتشر کرد که پس از انتشار، در بیلبورد ۲۰۰ شمارهٔ ۴۳ شد و سومین آلبوم ژاپنی با بالاترین رتبه در تاریخ این جدول بود. گروه به‌همراه انتشار با خودت مواجه شو، یک فیلم کوتاه نُه دقیقه‌ای را با عنوان «سرخوشی: درون‌مایهٔ عاشق خودت باش: اعجاب»، منتشر کرد که شامل قطعهٔ «سرخوشی» و در توالی روایی معرف بخش «آغاز (起)» بود.

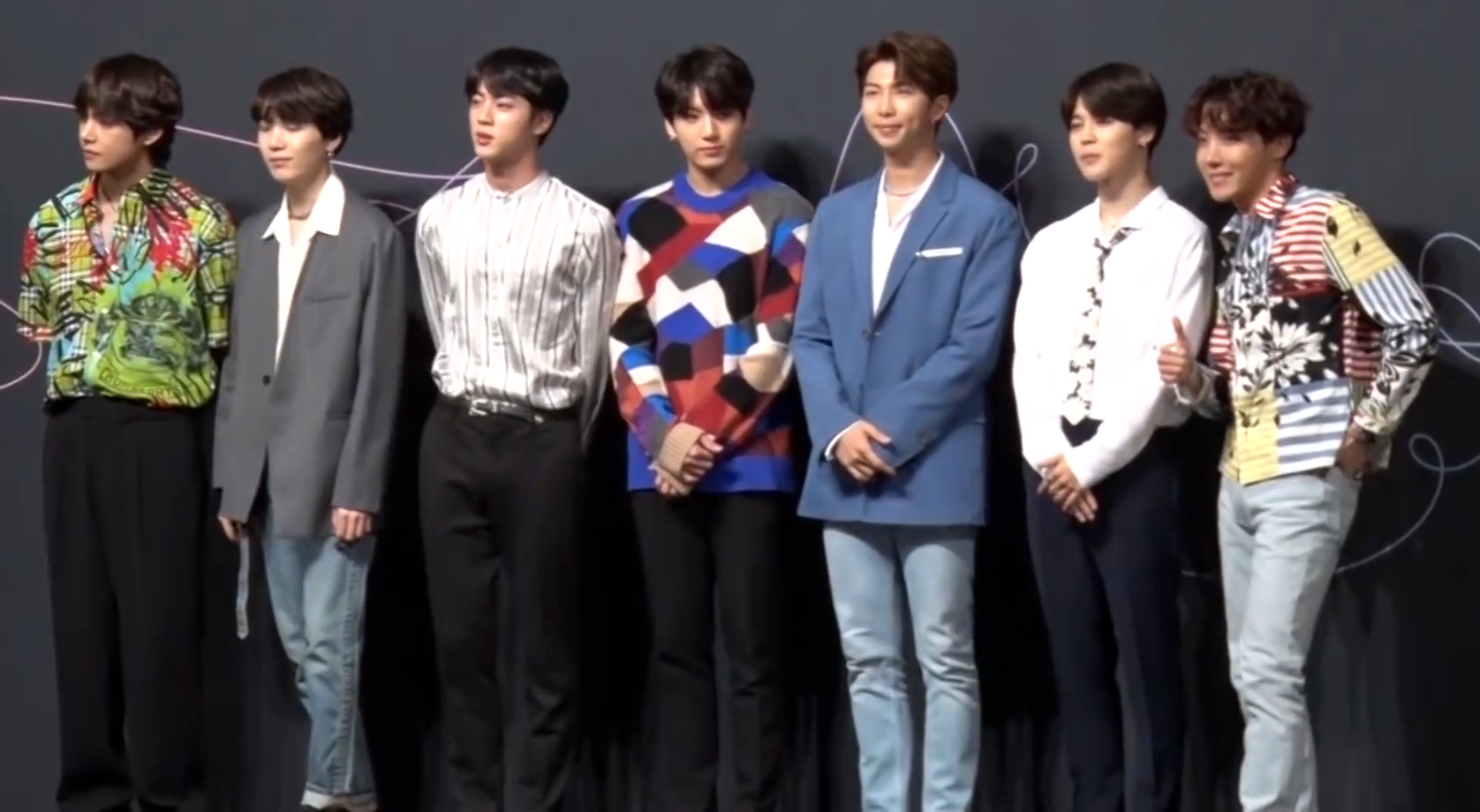
بی‌تی‌اس در کنفرانس مطبوعاتی عاشق خودت باش: اشک؛ ۲۴ مهٔ ۲۰۱۸.

بی‌تی‌اس در مهٔ ۲۰۱۸، سومین آلبوم استودیویی کره‌ای‌زبان خود، عاشق خودت باش: اشک، را به‌دنبال حضور در بیست و پنجمین دورهٔ جوایز موسیقی بیلبورد منتشر کرد. گروه در این مراسم برای نخستین بار قطعهٔ «عشق دروغین» را اجرا کرد که تک‌آهنگ لید آلبوم جدید بود و همچنین جایزهٔ هنرمند اجتماعی برتر را دریافت کرد؛ بی‌تی‌اس تنها هنرمند کره‌ای بود که دو سال متوالی این جایزه را دریافت می‌کرد. عاشق خودت باش: اشک در توالی روایی، معرف بخش «پیچیدگی (轉)» این مجموعه بود. این آلبوم از لحاظ مفهوم، از تنش ناشی از عشق ورزیدن و مورد عشق واقع نشدن سخن می‌گفت و دلگرمی‌ای بود برای کسانی که رؤیایی ندارند. آلبوم درمجموع نقدهای مثبتی از منقدین دریافت کرد. کیتلین کلی از بیلبورد آن را «یکی از منسجم‌ترین آلبوم‌های گروه از لحاظ موضوعی و در عین حال متنوع از نظر موسیقایی که با ساختاری ماکسیمالیست، از پوچی سخن می‌گوید» توصیف کرد. شلدون پیرس از پیچ‌فورک نوشت: «یک آلبوم یک‌دست و تقریباً مفهومی در باب عشق و فقدان، با تأکید بیش از پیش بر رپ‌خوانی» که «با حفظ انسجام، قطعاتی سرگرم‌کننده و چندوجهی را نیز ارائه می‌کند.»
عاشق خودت باش: اشک از لحاظ تجاری، موفقیت جدیدی را هم در کره و هم در سطح بین‌المللی برای بی‌تی‌اس به ارمغان آورد و به یکی از موفق‌ترین آلبوم‌های گروه تبدیل شد. این آلبوم پس از انتشار، با فروش ۱۳۵٬۰۰۰ کپی (شامل ۱۰۰٬۰۰۰ فروش خالص آلبوم) در صدر جدول بیلبورد ۲۰۰ قرار گرفت؛ این بالاترین رتبهٔ بی‌تی‌اس و اولین آلبوم شمارهٔ یک آن‌ها در ایالات متحده، نخستین آلبوم کی-پاپ در صدر جدول آلبوم‌های ایالات متحده و بالاترین رتبهٔ آلبوم یک هنرمند آسیایی بود. عاشق خودت باش: اشک همچنین اولین اثر بی‌تی‌اس بود که در ده شمارهٔ اول جداول بریتانیا جای گرفت و در جدول آلبوم‌های بریتانیا هشتم شد. تک‌آهنگ «عشق دروغین» در جایگاه دهم ۱۰۰ آهنگ داغ بیلبورد قرار گرفت و به اولین ترانهٔ بی‌تی‌اس تبدیل شد که در ده شمارهٔ اول این جدول قرار می‌گرفت و هفدهمین ترانهٔ غیرانگلیسی‌زبان و اولین اثر از یک گروه‌ای کره‌ای بود که به این رتبه دست می‌یافت. در ماه اوت، این تک‌آهنگ به‌عنوان سومین اثر گروه، گواهی‌نامهٔ طلای آرآی‌ای‌ای را دریافت کرد. عاشق خودت باش: اشک با فروش بیش از ۱٫۶ میلیون کپی در دو هفتهٔ اول انتشار در کرهٔ جنوبی، به بالاترین فروش ماهانهٔ یک آلبوم در تاریخ جدول گائون تا آن زمان تبدیل شد.
بی‌تی‌اس با انتشار دومین آلبوم گردآوری‌شدهٔ کره‌ای عاشق خودت باش: پاسخ در اوت ۲۰۱۸، به مجموعهٔ «عاشق خودت باش» پایان داد. این آلبوم شامل قطعاتی از آلبوم‌های پیشین عاشق خودت باش به‌همراه هفت قطعهٔ جدید بود. تک‌آهنگ لید این آلبوم «آیدل» نام داشت که یک نسخهٔ دیجیتالی از آن نیز با حضور نیکی میناژ منتشر شد. عاشق خودت باش: پاسخ از نظر موضوعی، ترانه‌های مجموعهٔ عاشق خودت باش را در قالب رواییِ آغاز، پیشرفت، پیچیدگی و خاتمه قرار می‌داد و تلفیقی از شور عشق، درد وداع و مفهوم عشق به خود را به تصویر می‌کشید. این آلبوم در مجموع نقدهای مثبتی را از منتقدین دریافت کرد، بیلبورد آن را این‌گونه توصیف کرد: «نقطهٔ اوج استادانهٔ سال‌ها تلاش که سرشار از معناست» و «شاهکاری غیرقابل انکار از بی‌تی‌اس که تاکنون تنها چند هنرمند و گروه امید رسیدن به آن را داشته‌اند.»
عاشق خودت باش: پاسخ از نظر تجاری، در اوت ۲۰۱۸ با فروش بیش از ۱٫۹ میلیون کپی در جدول آلبوم‌های گائون، باری دیگر رکورد فروش ماهانهٔ تمام دوران‌های این جدول را شکست. این آلبوم دومین آلبوم شمارهٔ ۱ بی‌تی‌اس در بیلبورد ۲۰۰ ایالات متحده و بالاترین فروش هفتگی گروه در این کشور، تا آن زمان بود و بی‌تی‌اس را به تنها هنرمند کی-پاپ تبدیل کرد که در بیلبورد ۲۰۰ دو شمارهٔ یک داشت. بی‌تی‌اس نخستین هنرمند پاپی بود که در کم‌تر از یک سال، دو آلبوم شمارهٔ یک داشت و به این ترتیب رکورد وان دایرکشن را که در سال ۲۰۱۳ با آلبوم خاطرات نیمه‌شب و در ۲۰۱۴ با چهار در صدر قرار گرفته‌بود، شکست. عاشق خودت باش: پاسخ در ماه نوامبر، به نخستین آلبوم کره‌ای‌زبان تبدیل شد که گواهی‌نامهٔ طلای آرآی‌ای‌ای را دریافت می‌کرد. این آلبوم در کانادا، اولین آلبومی از گروه بود که در رتبهٔ اول جدول آلبوم‌های کانادایی قرار گرفت. «آیدل» در ایالات متحده، در ۱۰۰ آهنگ داغ بیلبورد شمارهٔ ۱۱ شد. این تک‌آهنگ همچنین در جدول تک‌آهنگ‌های کانادایی شمارهٔ پنج شد و اولین ترانهٔ بی‌تی‌اس بود که در ده رتبهٔ اول جداول کانادا قرار گرفت. موزیک ویدئوی «آیدل» در ۲۴ ساعت نخست، ۴۵ میلیون بازدید یوتیوب داشت و رکورد پیشین را که از آن تیلور سوئیفت با موزیک ویدئوی «ببین مرا به چه کارهایی واداشتی» بود، شکست. «آیدل» و عاشق خودت باش: پاسخ سپس با فروش بیش از یک میلیون واحد در ایالات متحده، گواهی‌نامهٔ پلاتین دریافت کردند. «آیدل» سومین تک‌آهنگ پلاتینی و عاشق خودت باش: پاسخ اولین آلبوم پلاتینی گروه و بی‌تی‌اس اولین هنرمند کره‌ای بود که در ایالات متحده به این گواهی دست یافت.
بی‌تی‌اس به‌دنبال انتشار عاشق خودت باش: پاسخ در اوت ۲۰۱۸، سومین تور جهانی خود را با عنوان تور جهانی بی‌تی‌اس: عاشق خودت باش، با اجرای کنسرتی در ورزشگاه المپیک سئول، بزرگ‌ترین ورزشگاه کرهٔ جنوبی، آغاز کرد. بی‌تی‌اس در طول این تور، در تک‌آهنگ «روی من تلفش کن» از استیو آئوکی نیز حضور یافت، این تک‌آهنگ که در ماه اکتبر منتشر شد، اولین و تنها همکاری گروه در قطعه‌ای تماماً انگلیسی‌زبان بود. بی‌تی‌اس در این تور به‌تدریج در مکان‌های بزرگ‌تر، ابتدا در سالن‌ها و سپس در گنبدها و ورزشگاه‌ها، به اجرا پرداخت. آخرین کنسرت آمریکای شمالی گروه در سیتی فیلد کویینز برگزار شد؛ این نخستین باری بود که هنرمندی کره‌ای در یکی از ورزشگاه‌های ایالات متحده به اجرا می‌پرداخت. تمام ۴۰٬۰۰۰ بلیط این کنسرت در کم‌تر از ۲۰ دقیقه به فروش رسید. به گفتهٔ استاب‌هاب، بی‌تی‌اس پرفروش‌ترین کنسرت‌های ۲۰۱۸ را در بازارهای بین‌المللیِ خارج از ایالات متحده، پس از اد شیرن داشت. ویوید سیتز بی‌تی‌اس را هنرمند سال ۲۰۱۸ نامید و از کنسرت تاریخ‌ساز سیتی فیلد گروه یاد کرد. این تور همچنین در مجموع نقدهای مثبتی را از منتقدین دریافت کرد. فیلیپ کسورس از آپ‌راکس کنسرت چهار شب بی‌تی‌اس در استیپلز سنتر را «تجربه‌ای عظیم و چندحسی» که «تجربه‌ای جامع» و «چندفرهنگی» را به ارمغان می‌آورد؛ جایی که موسیقی فراتر از هر مانع زبانی بود، توصیف کرد. کریستال بل از ام‌تی‌وی گفت: «بی‌تی‌اس تجربه‌ای چنان فریبنده، غنی و از لحاظ بصری خیره‌کننده را خلق کرد که این گروه پسرانه را به‌عنوان یکی از حیاتی‌ترین هنرمندان موسیقی پاپ حاضر تثبیت کرد». اعضای بی‌تی‌اس در ماه اکتبر، باوجود باقی ماندن بیش از یک سال از قراردادشان با بیگ هیت اینترتینمنت، آن را تا سال ۲۰۲۶ تمدید کردند.
در اوایل نوامبر ۲۰۱۸، اجرای بی‌تی‌اس در یک برنامهٔ موسیقی ژاپنی معروف لغو شد و علت این موضوع تی‌شرتی عنوان شد که یک سال قبل بر تن یکی از اعضای گروه بود. در همان ماه، سازمان حقوق بشر یهودی سیمون ویزنتال (اس‌دبلیوسی) اظهار داشت، بی‌تی‌اس به‌علت استفاده از پیراهن مذکور در سال ۲۰۱۷ و لباس‌ها و پرچم‌های حاوی نماد نازی‌ها، به قربانیان یک معذرت‌خواهی بدهکار است. بیگ هیت اینترتینمنت طی بیانیه‌ای عذرخواهی کرد و اظهار داشت، هدف از تصاویر موجود بر روی این لباس‌ها آزار قربانیان نازیسم یا بمباران اتمی نبوده‌است و اعضای گروه و مدیریت، از اشتباهات آتی پیشگیری خواهند کرد. آن‌ها همچنین بیان داشتند، استفاده از پرچم‌ها با هدف اشاره به سیستم تحصیلی کره بوده‌است. این عذرخواهی از جانب اس‌دبلیوسی و اتحادیهٔ قربانیان بمباران اتمی کره پذیرفته شد.
بی‌تی‌اس در نوامبر ۲۰۱۸، صحنه را بسوزان: فیلم را در سینماهای سراسر جهان منتشر کرد. این فیلم یک موفقیت تجاری بود و در ایالات متحده، در روز اول اکران مجموعاً ۱٫۲ میلیون دلار و در سه روز آخر هفته، ۳٫۵۴ میلیون دلار فروخت و به این ترتیب رکورد پرفروش‌ترین اثر فیلم کنسرت سینمایی را که پیش از این در دست وان دایرکشن در سال ۲۰۱۴ بود، شکست. این فیلم تنها در ۶۲۰ سینما اکران و در باکس آفیس دهم شد، این در حالی بود که دیگر فیلم‌های پرفروش این لیست، در ۲٬۰۰۰ تا ۴٬۰۰۰ محل به روی پرده رفته‌بودند.
بی‌تی‌اس در انتهای سال، سومین جایزهٔ هنرمند سال را از بیستمین جوایز موسیقی آسیایی ام‌نت دریافت کرد و در جدول هنرمندان برتر سال بیلبورد شمارهٔ هشت شد و در کنار افرادی چون دریک و تیلور سوئیفت قرار گرفت. گروه همچنین در فهرست زوج‌ها/گروه‌های برتر سال، بعد از ایمجین دراگونز در رتبهٔ دوم جای گرفت. بی‌تی‌اس همچنین به‌خاطر «اشتیاق به بیان موضوعات اجتماعی، سلامت روان و سیاست؛ علی‌رغم حضور در سبکی که پیش از این اغلب بابلگام پاپ در نظر گرفته می‌شد»، در فهرست بلومبرگ ۵۰ قرار گرفتند. گروه تا آن زمان تنها در کرهٔ جنوبی، بیش ده میلیون کپی آلبوم فروخته‌بود که پنج میلیون از آن در سال ۲۰۱۸ به فروش رسید.

#### نقشهٔ روح: پرسونا، تور جهانی استادیومی و دنیای بی‌تی‌اس
بی‌تی‌اس در فوریهٔ ۲۰۱۹، به‌عنوان معرفی‌کننده در شصت و یکمین مراسم جایزهٔ گرمی شرکت کرد. این نخستین حضور گروه در این رویداد پس از بازدیدشان از موزهٔ گرمی لس آنجلس در سال ۲۰۱۸ بود.
بی‌تی‌اس در ماه آوریل، به اولین هنرمند آسیایی تبدیل شد که بیش از ۵ میلیارد استریم در اسپاتیفای داشت و تایم از آن‌ها به‌عنوان یکی از افراد تأثیرگذار سال ۲۰۱۹ تایم ۱۰۰ یاد کرد. ششمین آلبوم چندآهنگهٔ گروه با عنوان نقشهٔ روح: پرسونا، در ۱۲ آوریل منتشر شد و تک‌آهنگ لید آن «پسری با عشق» بود که خوانندهٔ آمریکایی هالزی در آن حضور داشت. بی‌تی‌اس پس از انتشار این آلبوم، به‌عنوان اولین هنرمند کره‌ای در برنامهٔ پخش زندهٔ شنبه شب، به اجرا پرداخت. حضور بی‌تی‌اس در این برنامه، از مورد انتظارترین حضورها در تاریخ آن بود. گروه با انتشار نقشهٔ روح: پرسونا به موفقیت‌های تجاری جدیدی دست یافت. این آلبوم اولین آلبوم کره‌ای‌زبان بود که در جداول بریتانیا و استرالیا شمارهٔ یک شد و سومین آلبوم گروه در طول یازده ماه بود که در صدر بیلبورد ۲۰۰ قرار می‌گرفت؛ این رکورد پیش از این توسط بیتلز در سال‌های ۹۶–۱۹۹۵ شکسته شده‌بود. بی‌تی‌اس پس از مانکیز در سال ۱۹۶۷، سریع‌ترین گروهی بود که به سه شمارهٔ یک در این جدول دست می‌یافت. این آلبوم چندآهنگه با فروش ۳۱۲٬۰۰۰ کپی فیزیکی، پرفروش‌ترین آلبوم فیزیکی ایالات متحده در سال ۲۰۱۹ بود. نقشهٔ روح: پرسونا سپس با فروش بیش از ۳٫۲ میلیون کپی در کم‌تر از یک ماه، به پرفروش‌ترین آلبوم تاریخ کرهٔ جنوبی تبدیل شد. پیش از این پرفروش‌ترین آلبوم‌های این کشور مربوط به آلبوم‌های اواخر دههٔ ۱۹۹۰ بود و بی‌تی‌اس اولین هنرمندی بعد از سال ۲۰۰۰ بود که در ده رتبهٔ نخست فهرست پرفروش‌ترین‌ها قرار می‌گرفت. «پسری با عشق» پس از انتشار، در ۱۰۰ آهنگ داغ بیلبورد شمارهٔ ۸ شد و به بالاترین رتبهٔ یک گروه کره‌ای در تاریخ این جدول، دست یافت و موزیک ویدئوی آن نیز با بیش از ۷۴٫۶ میلیون بازدید در یک روز، به پربیننده‌ترین ویدئوی آن‌لاین در ۲۴ ساعت تا سال ۲۰۱۹، تبدیل شد. «پسری با عشق» در چندین کشور گواهی‌نامه دریافت کرد؛ در استرالیا با فروش ۳۵٬۰۰۰ واحد، گواهی طلا و در ایالات متحده با فروش بیش از یک میلیون واحد، از آرآی‌ای‌ای گواهی پلاتین دریافت کرد. این تک‌آهنگ همچنین با فروش بیش از ۲۰۰٬۰۰۰ واحد در بریتانیا، گواهی‌نامهٔ نقرهٔ بی‌پی‌آی را دریافت کرد و اولین تک‌آهنگ بی‌تی‌اس بود که در این کشور به این گواهی‌نامه دست می‌یافت. نقشهٔ روح: پرسونا همچنین با فروش بیش از ۶۰٬۰۰۰ واحد در بریتانیا و ۵۰٬۰۰۰ واحد در فرانسه، به‌ترتیب گواهی‌های نقره و طلا دریافت کرد.

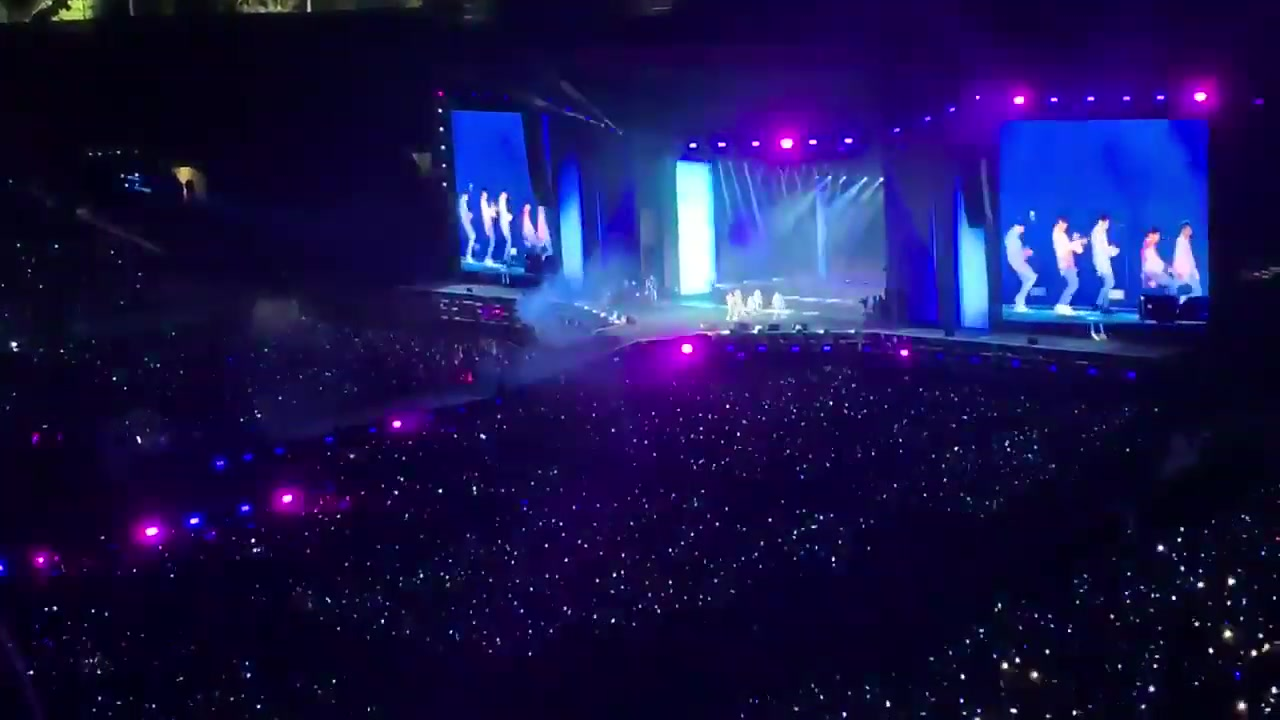
بی‌تی‌اس حین اجرا در رز بولِ پاسادینا، کالیفرنیا، در مقابل ۶۰٬۰۰۰ طرفدار.

بی‌تی‌اس به‌دنبال حضور در بیست و ششمین دورهٔ جوایز موسیقی بیلبورد در ماه مه و دریافت دو جایزهٔ هنرمند اجتماعی برتر و زوج/گروه برتر، تور جهانی عاشق خودت باش: خودت را ابراز کن را آغاز کرد که توری استادیومی در ادامهٔ تور پیشین بود و در چندین ورزشگاه، از جمله ومبلی، استاد دو فرانس، مت‌لایف، رز بول و سولجر فیلد برگزار شد. به این ترتیب بی‌تی‌اس نخستین هنرمند آسیایی و غیرانگلیسی‌زبان بود که در ورزشگاه ومبلی به اجرای کنسرت پرداخت و تمام بلیط‌های آن را فروخت. کنسرت گروه در رز بول، پردرآمدترین فعالیت در تاریخ این ورزشگاه بود و رکورد پیشین را که از آن تیلور سوئیفت و یوتو بود، شکست. بلیط تمام کنسرت‌ها در عرض دو ساعت به‌فروش رسید و به‌علت تقاضای بالا، برای تمام استادیوم‌ها کنسرت دوم در نظر گرفته‌شد. بی‌تی‌اس در طول این تور، در برنامهٔ آخر وقت با استیون کلبر و همچنین به‌عنوان هنرمند اصلی در «مجموعهٔ کنسرت تابستانِ» صبح بخیر آمریکا، در پارک مرکزی منهتن به اجرا پرداخت. گروه همچنین در آخرین قسمت آوا و در یکی از قسمت‌های نیمه‌نهایی بریتینز گات تلنت به اجرا پرداخت.
بی‌تی‌اس پیش از انتشار بازی ویدئویی دنیای بی‌تی‌اس در ژوئن ۲۰۱۹، سه تک‌آهنگ همکاری منتشر کرد؛ «رؤیای درخشان» با همکاری خوانندهٔ انگلیسی چارلی اکس‌سی‌اکس، «یک روز نو» به‌همراه خوانندهٔ سوئدی زارا لارسون و «تمام شب» با همکاری رپر آمریکایی جوس ورلد. گروه همچنین قطعهٔ «تپش قلب» را به‌همراه موزیک ویدئوی آن، از موسیقی متن رسمی بازی، دنیای بی‌تی‌اس: موسیقی متن اصلی، منتشر کرد. این موسیقی متن در ۸ اوت با فروش بیش از ۵۰۰٬۰۰۰ کپی، گواهی دوبل پلاتین را از گائون دریافت کرد و اولین آلبوم موسیقی متنی بود که این گواهی‌نامهٔ گائون را دریافت می‌کرد. این بازی توسط شرکت کره‌ای نت‌ماربل توسعه یافت و در ۲۶ ژوئن بر روی سیستم‌های آی‌اواس و اندروید بیش از ۱۷۵ کشور منتشر شد. بی‌تی‌اس در ۳ ژوئیه، دهمین تک‌آهنگ ژاپنی خود را با عنوان «روشنایی‌ها» ، منتشر کرد. پیش‌فروش این تک‌آهنگ از مرز ۱ میلیون کپی گذشت و رکورد ۲۴ سالهٔ پرفروش‌ترین تک‌آهنگ از یک هنرمند خارجی را که پیش از این در دست سلین دیون با تک‌آهنگ «بیشتر دوستت داشتن» در سال ۱۹۹۵ بود، شکست؛ این نخستین باری بود که تک‌آهنگ یک هنرمند کره‌ای در ژاپن، به یک میلیون فروش دست می‌یافت. «روشنایی‌ها» در ۸ اوت، گواهی‌نامهٔ میلیونی را از آرآی‌ای‌جی دریافت کرد و اولین باری بود که یک هنرمند مرد پس از ماسافومی آکیکاوا در اوت ۲۰۰۷ با تک‌آهنگ «هزاران باد»، این گواهی را دریافت می‌کرد. این نخستین گواهی‌نامهٔ میلیونی بی‌تی‌اس در ژاپن از زمان شروع به کارشان بود.
فروش هر دو آلبوم عاشق خودت باش: او و عاشق خودت باش: اشک در ماه اوت، از مرز ۲ میلیون کپی گذشت و عاشق خودت باش: اشک، گواهی‌نامهٔ دوبل میلیونی گائون را دریافت کرد. این دومین آلبوم بی‌تی‌اس بود که این گواهی را دریافت می‌کرد و پیش از این، عاشق خودت باش: پاسخ در اکتبر ۲۰۱۸ به آن دست یافته‌بود. بیش از ۲ میلیون کپی از هر سه آلبوم عاشق خودت باش، در کرهٔ جنوبی به‌فروش رسید. عاشق خودت باش: اشک در بریتانیا، گواهی نقره دریافت کرد و سومین آلبوم گروه پس از عاشق خودت باش: پاسخ و نقشهٔ روح: پرسونا بود که این گواهی را دریافت می‌کرد.
بی‌تی‌اس در ماه اکتبر، در ورزشگاه ملک فهد ریاض به اجرا پرداخت و نخستین هنرمند خارجی بود که در عربستان سعودی کنسرت مستقل برگزار کرد. گروه آخرین کنسرت‌های تور جهانی رکوردشکن عاشق خودت باش: خودت را ابراز کن را طی سه شب، در ورزشگاه المپیک سئول اجر کرد و به این فصل از فعالیت‌های خود پایان داد. بر اساس جداول انتهای سال بیلبورد، تور بی‌تی‌اس از ۱ نوامبر ۲۰۱۸ تا ۳۱ اکتبر ۲۰۱۹، بیش از ۱۹۶ میلیون دلار درآمد داشت و در حضور ۱٫۶ میلیون طرفدار و در قالب ۴۲ کنسرت اجرا شد و در فهرست ۴۰ تور برتر سال، پس از اد شیرن و پینک، در مقام سوم قرار گرفت. گروه با پشت سر گذاشتن هنرمندان راکی چون رولینگ استونز، متالیکا و کیس و همچنین گروه پسرانهٔ بک‌استریت بویز، پردرآمدترین تور یک گروه موسیقی را در سال ۲۰۱۹ داشت. بی‌تی‌اس در همان ماه، نسخهٔ ریمیکس قطعهٔ «درستش کن» را از آلبوم نقشهٔ روح: پرسونا، با حضور خوانندهٔ آمریکایی لَو منتشر کرد.
در ماه نوامبر، بی‌تی‌اس اولین گروه کی-پاپ بود که جایزهٔ بهترین زوج یا گروه – پاپ/راک و همچنین بهترین هنرمند اجتماعی را برای دومین سال متوالی، از مراسم جوایز موسیقی آمریکا ۲۰۱۹ دریافت کرد.
بی‌تی‌اس در ماه دسامبر، در مراسم‌های جوایز موسیقی ملون ۲۰۱۹ و جوایز موسیقی آسیایی ام‌نت ۲۰۱۹ شرکت کرد و نخستین هنرمند در تاریخ کی-پاپ بود که تمام جوایز مهم هر دو مراسم را، چهار جایزه از هر کدام، دریافت کرد. بی‌تی‌اس در انتهای سال، در جدول هنرمندان برتر سال بیلبورد در رتبهٔ پانزده قرار گرفت و همچنین در فهرست زوج‌ها/گروه‌های برتر سال، پس از جوناس برادرز شمارهٔ دو شد. ورایتی بی‌تی‌اس را گروه هیت‌مِیکر سال ۲۰۱۹ نامید. همچنین رکورد بیشترین توییت در مورد یک موسیقی‌دان در سال ۲۰۱۹، از آن بی‌تی‌اس بود. گروه در ۳۱ دسامبر ۲۰۱۹ در برنامهٔ شب سال نوی دیک کلارک شبکهٔ ای‌بی‌سی، در تایمز اسکوئر نیویورک به اجرا پرداخت. بی‌تی‌اس نخستین هنرمندی در تاریخ بود که تمام جوایز مهم را هم در بخش فیزیکی و هم دیجیتالی سی و چهارمین دورهٔ جوایز گلدن دیسک از آن خود کرد. به گزارش نیلسن میوزیک، نقشهٔ روح: پرسونا دومین آلبوم فیزیکی پرفروش سال ۲۰۱۹ پس از آلبوم عاشق تیلور سوئیفت بود و در جدول ۱۰ آلبوم برتر (فروش کلی) ایالات متحده نیز در رتبهٔ ششم جای گرفت. بی‌تی‌اس در رده‌بندی ۲۰۰ هنرمند برتر بیلبورد - زوج/گروه، به‌عنوان چهارمین گروه موفق سال، پس از کوئین، ایمجین دراگونز و بیتلز قرار گرفت و این‌گونه به سال ۲۰۱۹ پایان داد.
نقشهٔ روح: پرسونا با فروش جهانی قدرتمند ۲/۵ میلیون واحد آلبوم خالص، از طرف فدراسیون بین‌المللی صنعت فونوگرافی، سومین آلبوم پرفروش ۲۰۱۹ معرفی شد و بی‌تی‌اس به اولین هنرمند کره‌ای تبدیل شد که دو سال متوالی، در ده رتبهٔ اول جدول جهانی آلبوم‌ها قرار می‌گرفت. نقشهٔ روح: پرسونا همچنین دومین آلبوم پرفروش جهان از یک گروه موسیقی، پس از آلبوم ۲۰×۵ تمام بهترین‌ها!! ۲۰۱۹–۱۹۹۹ آراشی بود. به‌علت موفقیت انتقادی و تجاری این آلبوم در سطح جهانی، آی‌اف‌پی‌آی برای دومین سال متوالی، بی‌تی‌اس را به‌عنوان یکی از پرفروش‌ترین هنرمندان ۲۰۱۹ معرفی کرد؛ گروه اولین هنرمند غیرانگلیسی‌زبان بود که به این موفقیت دست می‌یافت.

#### نقشهٔ روح: ۷، «دینامیت» و بودن
بی‌تی‌اس در ژانویهٔ ۲۰۲۰، قطعهٔ «قوی سیاه» را به‌عنوان اولین تک‌آهنگ از چهارمین آلبوم استودیویی کره‌ای‌زبان خود، نقشهٔ روح: ۷، منتشر کرد. به‌همراه این قطعه، فیلم هنری طراحی رقص آن نیز که توسط کمپانی رقص اسلوونیایی اِم‌اِن اجرا شده‌بود، منتشر شد. به اظهار توزیع‌کنندهٔ آلبوم، دریموس، پیش‌فروش این آلبوم به رکورد ۴٫۰۲ میلیون کپی رسید و رکورد پیشین را که با ۲٫۶۸ میلیون کپی از آنِ آلبوم نقشهٔ روح: پرسونا بود، شکست. «قوی سیاه» پس از انتشار، در رتبهٔ ۵۷ ۱۰۰ آهنگ داغ بیلبورد و رتبهٔ ۴۶ جدول رسمی تک‌آهنگ‌های بریتانیا قرار گرفت. بی‌تی‌اس به‌دنبال انتشار این تک‌آهنگ، در بخش ویژه‌ای از شصت و دومین مراسم جایزهٔ گرمی، به همراه لیل ناز اکس، بیلی ری سایرس، دیپلو و چندی دیگر، به اجرا پرداخت و نخستین هنرمند کره‌ای بود که دراین مراسم به اجرا می‌پرداخت.
نقشهٔ روح: ۷ در ۲۱ فوریه منتشر شد و نقدهای جهانی مثبتی دریافت کرد. تک‌آهنگ لید این آلبوم «ادامه» نام داشت و یک نسخهٔ دیجیتالی از آن نیز با حضور خوانندهٔ استرالیایی سیا منتشر شد. تنها ۹ روز پس از انتشار نقشهٔ روح: ۷، فروش آن از مرز ۴٫۱ میلیون کپی گذشت و با پشت سر گذاشتن رکورد آلبوم پیشین گروه، نقشهٔ روح: پرسونا، به پرفروش‌ترین آلبوم تاریخ کرهٔ جنوبی و اولین آلبوم چهار میلیونی تاریخ جدول گائون تبدیل شد. این آلبوم با فروش هفتهٔ اولی ۴۲۲٬۰۰۰ واحد، در صدر بیلبورد ۲۰۰ ایالات متحده جای گرفت و بی‌تی‌اس را به اولین گروهی پس از بیتلز در سال ۱۹۶۸، تبدیل کرد که در سریع‌ترین زمان به چهار آلبوم شمارهٔ یک در این جدول دست یافت. این آلبوم پرفروش‌ترین شروع یک آلبوم در سال ۲۰۲۰، در بیلبورد ۲۰۰ بود و این رکورد را تا زمان انتشار آلبوم آخر شب د ویکند در ۲۰ مارس، حفظ کرد. نقشهٔ روح: ۷ پس از انتشار، در صدر جداول کشورهایی چون استرالیا، کانادا، فرانسه، آلمان، ایرلند، ژاپن، بریتانیا و ایالات متحده قرار گرفت و بی‌تی‌اس را به اولین گروه آسیایی تبدیل کرد که در پنج بازار برتر موسیقی جهان شمارهٔ یک می‌شد. تک‌آهنگ لید «ادامه» پس از انتشار با ۸۶٬۰۰۰ دانلود، در ۱۰۰ آهنگ داغ بیلبورد شمارهٔ ۴ شد و نخستین تک‌آهنگ بی‌تی‌اس بود که در پنج رتبهٔ اول قرار می‌گرفت و بیشترین فروش هفتگی گروه را برای یک تک‌آهنگ داشت. این سومین تک‌آهنگ گروه بود که در ده رتبهٔ اول قرار می‌گرفت و بالاترین رتبه را بین آن‌ها داشت؛ به این ترتیب بی‌تی‌اس اولین هنرمند کره‌ای بود که این تعداد از تک‌آهنگ‌هایش در ده رتبهٔ اول ۱۰۰ آهنگ داغ جای گرفت. بی‌تی‌اس برای حمایت از مجموعهٔ نقشهٔ روح، آغاز چهارمین تور جهانی و دومین تور استادیومی خود، تور نقشهٔ روح را ماه آوریل اعلام کرد. با این حال، به‌علت دنیاگیری کروناویروس، ابتدا کنسرت‌های سئول و در نهایت کل تور به تعویق افتاد.
بیگ هیت اینترتینمنت در ماه مارس، مجموعهٔ ویدئویی «با بی‌تی‌اس کره‌ای یاد بگیر» را بر روی اپ شبکهٔ اجتماعی وی‌ورس و با هدف «تسهیل و سرگرم‌کننده‌تر کردن موسیقی و برنامه‌های بی‌تی‌اس برای طرفداران جهانی که به‌علت مانع زبانی در استفاده از آثار گروه دچار مشکلند» منتشر کرد. ایدهٔ این پروژه در واکنش به درخواست طرفداران جهت قرارگیری زیرنویس انگلیسی بر روی ویدئوهای بی‌تی‌اس، شکل گرفت. این مجموعه شامل سی درس سه دقیقه‌ای دربارهٔ چگونگی استفاده از اصطلاحات و قواعد زبان کره‌ای با استفاده از تکه‌هایی از ویدئوهای یوتیوب و وی‌لایو بی‌تی‌اس مثل «بی‌تی‌اس بدو!» و «بنگتن بمب» است. این ویدئوها با همکاری کارشناسان مؤسسهٔ محتوای زبان کره‌ای و دانشگاه مطالعات خارجی هانکوک تهیه شد. بی‌تی‌اس در آوریل، به اولین هنرمند کره‌ای تبدیل شد که فروش کلی آلبوم‌هایش به بیش از ۲۰ میلیون رسید و به پرفروش‌ترین هنرمند کرهٔ جنوبی در تمام دوران‌ها تبدیل شد. گروه در همان ماه، کنسرت دو روزهٔ آن‌لاینی را با عنوان بنگ بنگ کان برگزار کرد که شامل ویدئوهایی از کنسرت‌های پیشین گروه بود و بر روی کانال یوتیوبشان قرار گرفت. این مجموعهٔ کنسرت مجازی، ۲۴ ساعت به طول انجامید و در پاسخ به تعویق تور نقشهٔ روح پخش شد و موفقیت‌آمیز بود. آراِم در همان ماه، خبر آغاز تهیهٔ آلبوم جدید را تأیید کرد اما تاریخ انتشار را اعلام نکرد.
بی‌تی‌اس در ۷ ژوئن، در رویداد فارغ‌التحصیلی آن‌لاین کلاس عزیز ۲۰۲۰ که از یوتیوب پخش شد، به‌عنوان هنرمند اصلی قطعات «پسری با عشق»، «روز بهاری» و «میکروکازموس» را اجرا کرد. اعضای گروه همچنین در مورد فارغ‌التحصیلی خود سخن گفتند و «پیام‌های امیدوارکننده و الهامی‌بخشی را به زبان کره‌ای و انگلیسی برای کلاس ۲۰۲۰ ارائه کردند». بی‌تی‌اس در ۱۴ ژوئن، کنسرت زندهٔ آن‌لاین ۱۰۰ دقیقه‌ای بنگ بنگ کان: زنده را به‌عنوان بخشی از سالگرد هفت سالگی خود اجرا کرد. این کنسرت نخستین همکاری بیگ هیت و کیسوِی، یک کمپانی پخش زندهٔ آمریکایی، بود و همزمان توسط ۷۵۶٬۰۰۰ بیننده از ۱۰۷ کشور و منطقه، دیده شد و رکورد بیشترین مخاطب برای یک کنسرت پولی مجازی را شکست. گروه در ۱۹ ژوئن، تک‌آهنگ ژاپنی «باارزش بمان» را از چهارمین آلبوم استودیویی ژاپنی خود، نقشه روح: ۷ – سفر، منتشر کرد. این آلبوم در ۱۴ ژوئیه در ژاپن و به‌صورت دیجیتالی در سطح جهانی منتشر شد. آلبوم پس از انتشار، در عرض دو روز بیش از ۵۰۰٬۰۰۰ کپی فروخت و در صدر جدول اوریکون ژاپن قرار گرفت. فروش نقشه روح: ۷ – سفر در هفتهٔ اول، از مرز ۵۶۴٬۰۰۰ کپی گذشت و رکورد ۱۰ سالهٔ بالاترین فروش هفتهٔ اولی یک آلبوم از هنرمند مرد خارجی در ژاپن را که پیش از این در دست تی‌وی‌ایکس‌کیو با آلبوم بهترین انتخاب ۲۰۱۰ بود، شکست و به سریع‌ترین آلبوم پرفروش کشور در سال ۲۰۲۰ در آن زمان، تبدیل شد.
نخستین تک‌آهنگ انگلیسی‌زبان گروه با عنوان «دینامیت»، در ۲۱ اوت منتشر شد. موزیک ویدئوی این تک‌آهنگ، رکورد پربیننده‌ترین نمایش اولیهٔ یوتیوب را با بیش از سه میلیون بیننده شکست و با بیش از ۱۰۱ میلیون بازدید طی ۲۴ ساعت، به پربیننده‌ترین ویدئو در ۲۴ ساعت نخست پس از انتشار تبدیل شد و همچنین اولین موزیک ویدئو در یوتیوب بود که در کم‌تر از یک روز، از مرز ۱۰۰ میلیون بازدید گذشت. این تک‌آهنگ با بیش از ۲۶۰٬۰۰۰ فروش خالص، در جدول ۱۰۰ آهنگ داغ بیلبورد ایالات متحده شمارهٔ ۱ شد و از زمان انتشار «ببین مرا به چه کارهایی واداشتی» در سال ۲۰۱۷، نخستین تک‌آهنگی بود که در سریع‌ترین زمان به این میزان فروش دست یافت. این بالاترین رتبه و نخستین شمارهٔ یک بی‌تی‌اس در این جدول بود و بی‌تی‌اس اولین هنرمند کره‌ای و دومین هنرمند آسیایی بود که تک‌آهنگش در صدر جدول ایالات متحده قرار گرفت «دینامیت» دو هفتهٔ متوالی این جایگاه را حفظ کرد. این تک‌آهنگ در هفتهٔ سوم و چهارم، شمارهٔ ۲ شد و در هفتهٔ پنجم، باری دیگر به صدر بازگشت. «دینامیت» همچنین در هفتهٔ پنجم پس از انتشار، در جداول جدید بیلبورد، جهانی ۲۰۰ و جهانی به‌استثنای ایالات متحده، اول شد و نخستین تک‌آهنگی بود که همزمان در هر دو جدول صدرنشین بود. این تک‌آهنگ در ششمین هفتهٔ پس از انتشار، برای ششمین هفتهٔ متوالی در جدول فروش ترانه‌های دیجیتال بیلبورد اول شد و در رتبهٔ ۳۹ جدول ترانه‌های رادیویی قرار گرفت؛ این نخستین ورود گروه به ۴۰ رتبهٔ اول رادیویی این کشور بود. «دینامیت» در نهایت، به رتبهٔ ۲۰ این جدول دست یافت و به نخستین حضور گروه در ۲۰ رتبهٔ اول جدول ترانه‌های رادیویی تبدیل شد. این ترانه در رتبهٔ نه جدول ۴۰ ترانهٔ برتر جریان اصلی ایالات متحده که با عنوان جدول ترانه‌های پاپ نیز شناخته می‌شود، قرار گرفت و بالاترین رتبهٔ یک هنرمند آسیایی در این جدول و نخستین ترانهٔ گروه بود که در ۱۰ شمارهٔ اول آن قرار گرفت. این تک‌آهنگ در جدول بریتانیا سوم و در جدول تک‌آهنگ‌های استرالیا دوم شد و بالاترین رتبهٔ یک تک‌آهنگ از گروه در هر دو کشور بود. این تک‌آهنگ در جدول ۴۰ ترانهٔ برتر رادیویی کانادا هشتم شد و به نخستین ترانه‌ای از یک گروه کره‌ای تبدیل شد که در ۱۰ شمارهٔ اول این جدول قرار گرفت. بی‌تی‌اس در ۳۱ اوت، برای نخستین بار در مراسم جوایز موزیک ویدئوی ام‌تی‌وی ۲۰۲۰ (وی‌ام‌اِیز) حضور یافت و برای اولین بار ترانهٔ «دینامیت» را اجرا کرد. گروه در این مراسم چهار جایزه دریافت کرد؛ جوایز بهترین گروه، بهترین طراحی رقص، بهترین ویدئوی پاپ و بهترین کی-پاپ (سه جایزهٔ آخر به‌خاطر موزیک ویدئوی «ادامه»). گروه از ۲۸ سپتامبر به‌مدت یک هفته، ترانه‌های «دینامیت»، «آیدل»، «خانه»، «میکروکازموس» و «قوی سیاه» را در برنامهٔ شوی امشب اجرا کرد. بی‌تی‌اس در ۱۴ اکتبر، تک‌آهنگ «دینامیت» را در مراسم جوایز موسیقی بیلبورد ۲۰۲۰ اجرا کرد و برای چهارمین سال متوالی، جایزهٔ هنرمند اجتماعی برتر را از آن خود کرد.
بی‌تی‌اس در ۲ اکتبر، ریمیکسی از تک‌آهنگ «عشق وحشی» جاش ۶۸۵ و جیسون درولو منتشر کرد. این تک‌آهنگ در صدر جدول ۱۰۰ آهنگ داغ بیلبورد قرار گرفت و دومین شمارهٔ یک گروه در ایالات متحده بود. این در حالی بود که تک‌آهنگ «دینامیت» در جایگاه دوم قرار داشت و بی‌تی‌اس به چهارمین گروهی (پس از بیتلز، بی جیز و اوت‌کست) تبدیل شد که همزمان دو رتبهٔ نخست ۱۰۰ آهنگ داغ را از آن خود کرد. این تک‌آهنگ همچنین، در صدر جدول جهانی ۲۰۰ بیلبورد جای گرفت و دومین شمارهٔ یک گروه در این جدول بود. بی‌تی‌اس نخستین هنرمندی بود که چندین ترانه‌اش در صدر جدول تازه تأسیس تک‌آهنگ‌های جهانی بیلبورد قرار گرفت. بی‌تی‌اس در ۱۰ و ۱۱ اکتبر، کنسرت تماشای پولی مجازی دو روزهٔ نقشهٔ روح یک را در گنبد کی‌اس‌پی‌او سئول برگزار کرد. این کنسرت با ۹۹۳٬۰۰۰ بیننده از ۱۹۱ کشور، رکورد جهانی پربیننده‌ترین کنسرت پولی مجازی زنده را که پیش از این نیز با ۷۵۶٬۰۰۰ بیننده در دست گروه بود، شکست. با بازنشر آلبوم ۲۰۱۴ ماجرای عشقی مدرسه در ماه اکتبر، این آلبوم در ۱۰ رتبهٔ اول جدول آلبوم‌های رپ بیلبورد قرار گرفت و نخستین حضور گروه را در این جدول سبک محور رغم زد. همچنین تمام ۱۱ قطعهٔ این آلبوم در جدول فروش ترانه‌های ملل جای گرفت.
بی‌تی‌اس در ۲۰ نوامبر ۲۰۲۰، آلبوم بودن را منتشر کرد. عنوان تک‌آهنگ لید این آلبوم «زندگی ادامه دارد» بود و نخستین بار در ۲۲ نوامبر، در مراسم جوایز موسیقی آمریکا ۲۰۲۰ اجرا شد. در ۲۴ نوامبر، نامزدی گروه در بخش بهترین اجرای پاپ دونفره/گروهی شصت و سومین مراسم جایزهٔ گرمی برای ترانهٔ «دینامیت» اعلام شد. این نخستین نامزدی یک گروه کی-پاپ در تاریخ این مراسم بود. در ۳۰ نوامبر ۲۰۲۰، تک‌آهنگ «زندگی ادامه دارد» در صدر جدول ۱۰۰ آهنگ داغ بیلبورد قرار گرفت. به‌دنبال آن، بی‌تی‌اس به سومین شمارهٔ یک متوالی خود در طول سه ماه — سریع‌ترین گروه پس از بیتلز در سال ۱۹۶۴ — دست یافت و به نخستین گروه در تاریخ این جدول تبدیل شد که دو تک‌آهنگش بلافاصله پس از انتشار شمارهٔ یک آن شد؛ همچنین هفت ترانهٔ آلبوم به‌طور همزمان در این جدول جای گرفت. «زندگی ادامه دارد» نخستین ترانهٔ کره‌ای‌زبان بود که پس از انتشار صدرنشین این جدول شد. گروه برندهٔ جایزهٔ ویژهٔ موسیقی بین‌الملل از شصت و دومین دورهٔ جوایز موسیقی ژاپن شد.

### ۲۰۲۱ تاکنون: بی‌تی‌اس، بهترین، «کره»، «اجازهٔ رقص» و مدرک

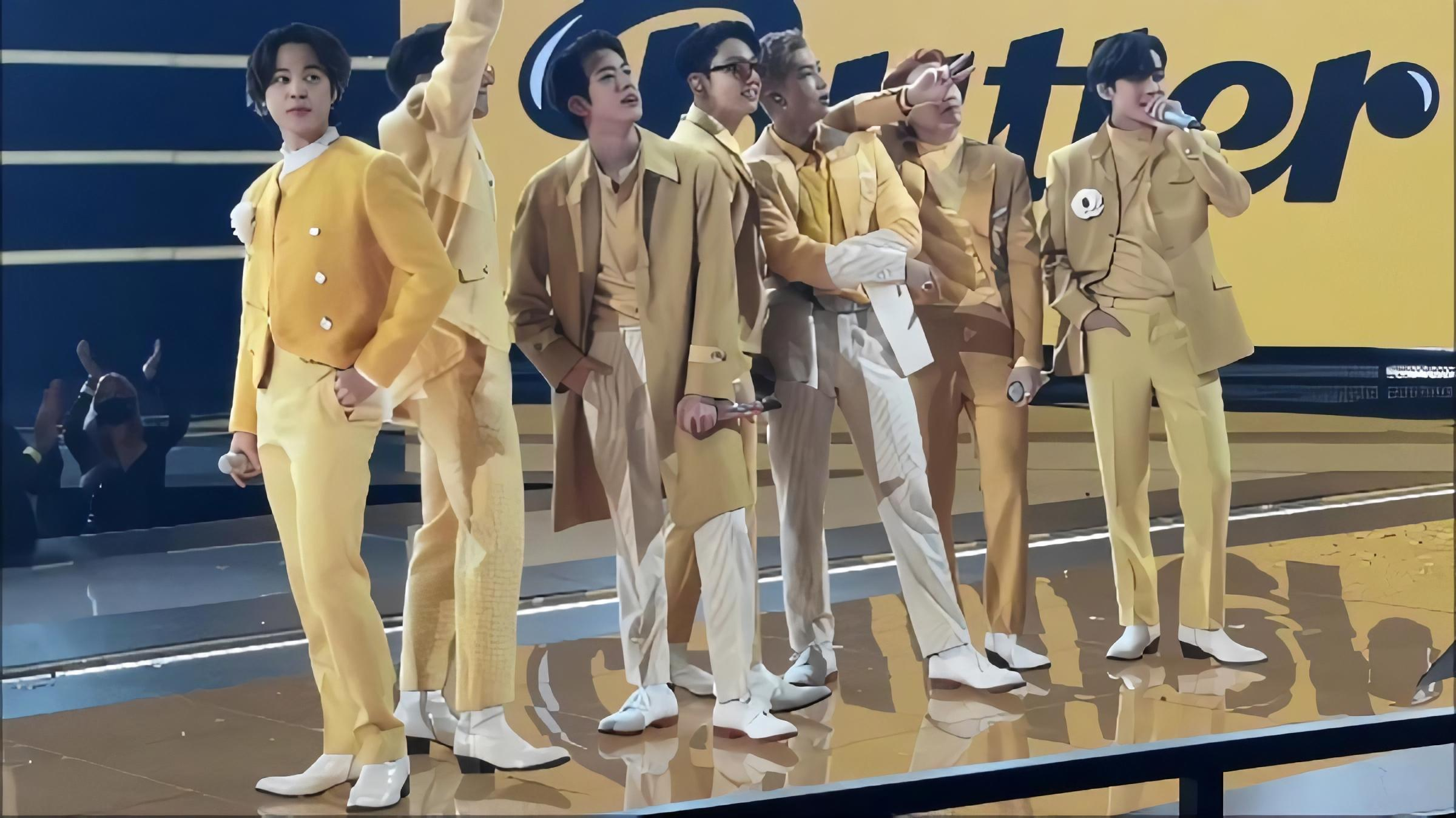
بی‌تی‌اس در حال اجرای «کره» در چهل و نهمین جوایز موسیقی آمریکا، ۲۱ نوامبر ۲۰۲۱

بی‌تی‌اس در ۴ مارس ۲۰۲۱، از طرف آی‌اف‌پی‌آی به‌عنوان هنرمند موسیقی سال جهان در سال ۲۰۲۰ انتخاب شد و به نخستین هنرمند غیرانگلیسی‌زبان و نخستین هنرمند آسیایی تبدیل شد که به این مقام دست یافت. سه آلبوم از بی‌تی‌اس در جدول ۲۰۲۰ فروش جهانی آلبوم‌ها قرار گرفت: نقشهٔ روح: ۷ در رتبهٔ اول، بودن (نسخهٔ دیلوکس) در رتبهٔ دوم و نقشهٔ روح: ۷ – سفر در جایگاه هشتم. در جدول تازه‌تأسیس جهانی آلبوم‌ها در تمامی فرمت‌ها، نقشهٔ روح: ۷ اول و بودن (نسخهٔ دیلوکس) چهارم شد. با قرارگیری «دینامیت» در رتبهٔ ده جدول جهانی ۲۰۲۰ تک‌آهنگ‌های دیجیتال، بی‌تی‌اس برای نخستین بار در این جدول حضور یافت. بی‌تی‌اس در ۱۴ مارس، ترانهٔ «دینامیت» را در شصت و سومین مراسم جایزهٔ گرمی اجرا کرد و به نخستین نامزد گرمی اهل کره تبدیل شد که در این مراسم به اجرا پرداخت. در ۱ آوریل، قطعهٔ «فیلم اوت» منتشر شد که تک‌آهنگ لید آلبوم گردآوری‌شدهٔ بعدی گروه بود. بی‌تی‌اس در ۱۷ آوریل، رویداد استریم آن‌لاین رایگان دیگری را در کانال یوتیوب خود ترتیب داد و سه کنسرت قدیمی خود را این‌بار با عنوان بنگ بنگ کان ۲۱ پخش کرد.
دومین تک‌آهنگ انگلیسی‌زبان گروه با عنوان «کره»، در ۲۱ مه منتشر شد. «کره» در صدر جدول ۱۰۰ آهنگ داغ بیلبورد ایالات متحده قرار گرفت و چهارمین شمارهٔ یک بی‌تی‌اس در نه ماه گذشته بود. به این ترتیب بی‌تی‌اس به سریع‌ترین هنرمند پس از جاستین تیمبرلیک در سال ۲۰۰۶ و سریع‌ترین گروه پس از جکسون فایو در سال ۱۹۷۰ تبدیل شد که به چهار شمارهٔ یک دست یافت. ششمین آلبوم گردآوری‌شدهٔ گروه با عنوان بی‌تی‌اس، بهترین، در ۱۶ ژوئن ۲۰۲۱ منتشر شد. این آلبوم با فروش ۵۷۲٬۰۰۰ کپی، رکورد سیکس‌تونز را شکست و به پرفروش‌ترین آلبوم ژاپن در هفتهٔ اول انتشار تبدیل شد. «کره» در ۲۸ ژوئن، به تک‌آهنگی از یک گروه تبدیل شد که طولانی‌ترین شمارهٔ یک را از زمان انتشار، در تاریخ ۱۰۰ آهنگ داغ داشت و رکورد ۲۳ سالهٔ «نمی‌خواهم چیزی را از دست بدهم» (۱۹۹۸) از اروسمیث را شکست. سومین تک‌آهنگ انگلیسی‌زبان گروه با عنوان «اجازهٔ رقص»، در ۹ ژوئیه منتشر شد. «اجازهٔ رقص» در ۱۹ ژوئیه، به پنجمین شمارهٔ ۱ متوالی گروه در جدول ۱۰۰ آهنگ داغ، در مدت زمان ۱۰ ماه و دو هفته تبدیل شد و سریع‌ترین هنرمند پس از مایکل جکسون (بیش از سه دهه قبل) بود که به پنج صدرنشینی دست یافت. تک‌آهنگ همکاری کلدپلی و بی‌تی‌اس با عنوان «جهان من»، در ۲۴ سپتامبر منتشر شد. این تک‌آهنگ شمارهٔ یک ۱۰۰ آهنگ داغ بیلبورد شده‌است؛ این نخستین قطعهٔ همکاری از دو گروه مستقل بود که در تاریخ این جدول شمارهٔ یک شد. در اواخر اکتبر ۲۰۲۱ اعلام شد، بی‌تی‌اس به‌عنوان بخشی از مجموعهٔ شراکت‌های ادامه‌دار بیگ هیت و گروه موسیقی یونیورسال، ناشر توزیع‌کننده و بازاریابی خود را در ایالات متحده و چندین کشور دیگر، از کلمبیا رکوردز به یونیورسال تغییر خواهد داد. گروه در ۲۴ اکتبر، کنسرتی آن‌لاین را با عنوان اجازهٔ رقص روی صحنه، در سئول اجرا کرد. در ۲۳ نوامبر، «کره» نامزد جایزهٔ بهترین اجرای پاپ دونفره/گروهی در شصت و چهارمین مراسم جوایز گرمی شد. بی‌تی‌اس در انتهای نوامبر، برای نخستین بار از شروع همه‌گیری، به اجرای زندهٔ حضوری بازگشت. گروه در ادامهٔ مجموعه کنسرت‌های اجازهٔ رقص روی صحنه، چهار کنسرت را در ورزشگاه سوفای لس آنجلس برگزار کرد.
در ۱۵ ژانویهٔ ۲۰۲۲، وب‌تون تخیلی جدید بی‌تی‌اس با عنوان ۷سرنوشت: چاکو، منتشر شد. این کمیک در عرض دو روز پس از انتشار، بیش از ۱۵ میلیون بازدید جهانی داشت و به پربازدیدتر عنوان منتشرشده در تاریخ وب‌تون تبدیل شد. بی‌تی‌اس در ۱۰، ۱۲ و ۱۳ مارس، سه کنسرت با ظرفیت محدود را در ورزشگاه المپیک سئول برگزار کرد. این کنسرت‌ها، بزرگ‌ترین گردهمایی‌هایی موسیقی موردتأیید دولت کرهٔ جنوبی از زمان اجرای محدودیت‌های همه‌گیری بود و ۴۵٬۰۰۰ شرکت‌کننده داشت. گروه در ۳ آوریل، «کره» را در شصت و چهارمین مراسم گرمی اجرا کرد. بی‌تی‌اس در ۸ آوریل، در هفت بخش از مراسم جوایز موسیقی بیلبورد ۲۰۲۲ نامزد شد که بیشترین تعداد نامزدی یک گروه در تاریخ این مراسم است. در ادامهٔ همان روز، اولین کنسرت از ادامهٔ مجموعه کنسرت‌های اجازهٔ رقص روی صحنه، در ورزشگاه الیجنت لاس وگاس اجرا شد. آخرین کنسرت از این مجموعه، در ۱۶ آوریل برگزار شد. گروه سه جایزهٔ دیگر را از مراسم جوایز موسیقی بیلبورد ۲۰۲۲ دریافت کرد و مجموع جوایز موسیقی بیلبورد خود را به ۱۲ جایزه رساند و به گروهی با بیشترین تعداد جوایز در تاریخ این مراسم تبدیل شد.
بی‌تی‌اس در ۱۰ ژوئن، آلبوم آنتولوژی سه-سی‌دی خود را با عنوان مدرک منتشر و نقدهای مثبتی را از منتقدین موسیقی دریافت کرد. گروه در ۱۴ ژوئن، طی جشن نهمین سالگرد خود اعلام کرد، جهت تمرکز روی پروژه‌های انفرادی و دیگر اقدامات، در فعالیت‌های گروهی وقفه ایجاد خواهد کرد. در ادامه هایب طی بیانیه‌ای توضیح داد، بی‌تی‌اس نه منحل و نه تعلیق خواهد شد اما اعضای گروه به‌صورت فعال، پروژه‌های انفرادی خود را تحت حمایت این ناشر دنبال خواهند کرد و در کنار آن، همچنان در فعالیت‌های آیندهٔ گروهی مانند فیلم‌برداری بی‌تی‌اس بدو نیز مشارکت خواهند داشت.

## دیگر اقدامات

### جهان بی‌تی‌اس

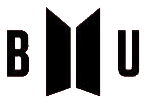
لوگوی جهان بی‌تی‌اس

جهان بی‌تی‌اس، که با نام‌های جهان بنگتَن یا بی‌یو (BU) نیز شناخته می‌شود، یک جهان موازی است که به وسیله بیگ هیت انترتینمنت خلق شده‌است و در آثار گروه به کار می‌رود. وب‌تون نجاتم بده و کتاب زیباترین لحظه در زندگی: یادداشت‌ها ۱ گروه از همین خط داستانی پیروی می‌کند. گاه‌شماری این جهان با ترانهٔ «به تو نیاز دارم» آغاز شد و تا زمان کنونی ادامه پیدا می‌کند. این جهان داستان هفت عضو گروه را در یک واقعیت جایگزین تعریف می‌کند و نگرانی‌ها و تردیدهایشان را در مواجهه با آینده به تصویر می‌کشد. بیگ هیت در یک نشست خبری در ۴ فوریهٔ ۲۰۲۰ اعلام کرد، دنبالهٔ این جهان با عنوان زیباترین لحظه در زندگی: یادداشت‌ها ۲ را منتشر خواهد کرد که بازآفرینی پنج ترانهٔ بی‌تی‌اس در قالب پنج کتاب تصویری است و همچنین یک درام کره‌ای با عنوان جوانی، با همکاری چوروکبم مدیا و نمایشنامه‌نویس برجسته کیم سو جین ساخته خواهد شد.

## اعضا
- جین (진) – خواننده[۳۹۳]
- شوگا (슈가) – رپر[۳۹۴]
- جی-هوپ (제이홉) –رپر[۳۹۵]
- آراِم – لیدر، رپر[۳۹۶]
- جیمین (지민) – خواننده[۳۹۷]
- وی (뷔) – خواننده[۳۹۸]
- جونگ‌کوک (정국) – خواننده[۳۹۹]

## ترانه‌شناسی
| آلبوم‌های استودیویی کره‌ای‌زبان - تاریک و وحشی (۲۰۱۴) - بال‌ها (۲۰۱۶) - عاشق خودت باش: اشک (۲۰۱۸) - نقشهٔ روح ۷ (۲۰۲۰) - بودن (۲۰۲۰) | آلبوم‌های استودیویی ژاپنی‌زبان - بیدار شو (۲۰۱۴) - جوانی (۲۰۱۶) - با خودت مواجه شو (۲۰۱۸) - نقشهٔ روح: ۷ – سفر (۲۰۲۰) |

## تورهای کنسرت
- تور گلولهٔ سرخ (۲۰۱۵–۲۰۱۴)
- تور ژاپنِ بیدار شو: چشمانت را باز کن (۲۰۱۵)
- تور زیباترین لحظه در زندگی روی صحنه (۲۰۱۶–۲۰۱۵)
- تور بال‌ها (۲۰۱۷)
- تور جهانی عاشق خودت باش (۲۰۱۹–۲۰۱۸)

## فیلم‌شناسی
فیلم‌شناسی و ویدیوگرافی بی‌تی‌اس شامل انواع مختلف رسانه از جمله نمایشگاه‌ها، فیلم‌ها، کارهای تلویزیونی و برنامه‌های آنلاین است.

## واژه‌نامه
1. ↑  School trilogy
2. ↑  No More Dream
3. ↑  We Are Bulletproof Pt. 2
4. ↑  N.O
5. ↑  Rookie King Channel Bangtan
6. ↑  Boy in Luv, 상남자; Sang-namja
7. ↑  Just One Day, 하루만; Haruman
8. ↑  Danger
9. ↑  War of Hormone, 호르몬 전쟁; Horeumon Jeonjaeng
10. ↑  Wake Up
11. ↑  The Stars
12. ↑  Dope, 쩔어; Jjeoreo
13. ↑  For You
14. ↑  Youth series
15. ↑  Epilogue: Young Forever
16. ↑  Come Back Home
17. ↑  Love Yourself
18. ↑  기승전결; Giseungjeongyeol
19. ↑  Best of Me
20. ↑  Crystal Snow
21. ↑  Burn the Stage
22. ↑  Euphoria: Theme of Love Yourself: Wonder
23. ↑  작은 것들을 위한 시; Jageun geotdeureul wihan si
24. ↑  Learn Korean With BTS
25. ↑  Bangtan Bomb
26. ↑  Bang Bang Con
27. ↑  Dear Class of 2020
28. ↑  Mikrokosmos
29. ↑  7Fates: Chako
30. ↑  HYYH: The Notes 1
31. ↑  HYYH: The Notes 2